# Bob et Bobette
Pour les articles homonymes, voir Bob et Bobette (homonymie).
Bob et Bobette (en néerlandais : Suske en Wiske) est une série de bande dessinée belge de langue néerlandaise, créée par Willy Vandersteen en 1945 dans le quotidien De Nieuwe Standaard où elle paraît jusqu'en 1974.
Reprise à partir des années 1970 par Paul Geerts, puis Marc Verhaegen et actuellement Peter Van Gucht (scénario) et Luc Morjaeu (dessin), elle compte à ce jour 370 albums publiés, ce qui fait d'elle la bande dessinée la plus ancienne du Benelux toujours en cours de publication.
Elle est publiée en France dans le Journal de Tintin entre 1950 et 1958, éditée en album en France depuis 1951 par les éditions Erasme puis, à partir de 1989, directement par l'éditeur belge Standaard.
Les histoires ont toujours été principalement de nature humoristique, souvent avec un ton moralisateur. Elles comportent parfois un thème social plus ou moins actuel. Toutes sortes d'éléments du folklore (flamand et néerlandais), des contes de fées bien connus, des contes populaires, de l'histoire et de la mythologie forment souvent le point de départ d'une aventure.

## Historique

### Au commencement
Vandersteen a commencé à l'hiver 1944-45 les premiers croquis de l'histoire Ricky et Bobette. Il les a présentés aux directeurs de NV Standaard-Boekhandel, qui ont eux transmis une partie de l'histoire à la rédaction de De Nieuwe Standaard. Son éditeur, Tony Herbert a alors décidé de la publier. Le 30 mars 1945, le tout premier épisode des Aventures de Ricky et Bobette est apparu dans De Nieuwe Standaard. Dans cette histoire sont présents tante Sidonie, Bobette et Ricky. L'histoire est sortie sous forme d'album dans les magasins en 1946, mais ce ne fut pas un succès immédiat ; après deux ans, pas plus de 7 000 exemplaires avaient été vendus.
Le 19 décembre 1945, la première histoire de Bob et Bobette avec Bob, L'Île d'Amphoria, commence à être publiée dans le journal. Cette histoire est sortie en janvier 1947 en tant que premier album de la série flamande en noir et blanc et a immédiatement été un succès. Dans le dernier numéro du Petit Monde en 1947, le premier épisode de l'histoire Le Singe volant paraît en français. Bob et Bobette s'appellent alors Riri et Miette : c'est leur première apparition en français.
Pendant un temps, les journaux De Standaard et De Nieuwe Gids (nl) ont publié simultanément la série, avant que le premier n'obtienne l'exclusivité en 1947.

### Une popularité croissante
Les histoires de Bob et Bobette sont rapidement devenues extrêmement populaires. Vandersteen procurait ses histoires d'un humour qui va des blagues absurdes aux comiques de répétition, des jeux de mots aux blagues que l'on retrouvait dans des livres de blagues. Parfois, les blagues étaient aussi littéralement citées. Surtout dans les premières années de la bande dessinée, Vandersteen faisait régulièrement référence à l'actualité, une formule qui fonctionnait bien sûr parfaitement dans les journaux de l'époque, mais qui devenait aussi rapidement obsolète une fois les histoires publiées sous forme d'album. De ce fait, cet humour a rapidement disparu de la série, bien que la bande dessinée ait toujours eu une nuance fortement critique sur le plan social.
Un autre facteur important pour le succès de la série Bob et Bobette était le talent de Vandersteen pour la narration. Il a imaginé des intrigues rêveuses, imaginatives, excitantes et mystérieuses d'origines très différentes. La façon dont la bande dessinée est apparue dans les journaux lui a également permis d'utiliser largement le suspens, ce qui signifiait que les lecteurs attendaient toujours avec impatience la suite de l'histoire au jour le jour. Plusieurs histoires de la période où Vandersteen lui-même était le plus impliqué dans sa bande dessinée (des années 1940 aux années 1950) sont devenues de vrais classiques, comme L'Île d'Amphoria, Le Singe volant, La Dame en noir, Le Pot aux roses, Les Mousquetaires endiablés, etc.

### Fusion avec la série rouge

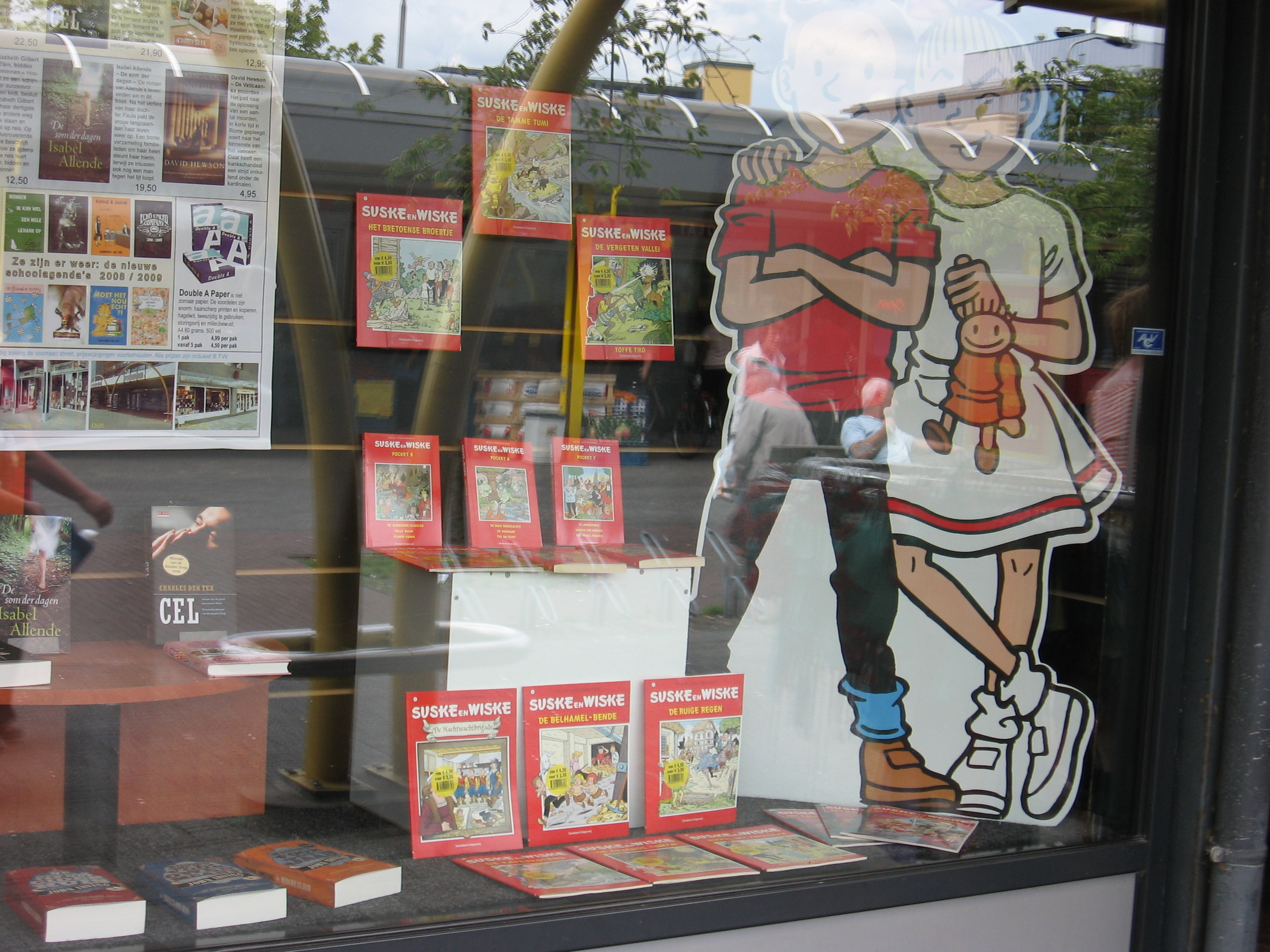
Étalage d'exposition à Delft.

En 1948, Hergé demande à Vandersteen de publier Bob et Bobette dans l'hebdomadaire Tintin. Après leur publication dans ce magazine, ces histoires ont été publiées dans la Série bleue. Jérôme, tante Sidonie et le professeur Barabas ne sont pas présents dans ces histoires. Cependant, le rôle de Lambique est devenu plus important ; en fait, Lambique est devenu le troisième personnage principal. De plus, les personnages principaux ont subi une métamorphose ; par exemple, Bob et Bobette ont l'air plus mûr et Lambique a l'air beaucoup plus héroïque. L'obligation d'adapter le style de dessin au magazine Tintin a également influencé le travail ultérieur de Vandersteen.
En mars 1959, NV Standaard Boekhandel a fourni pour la première fois une nouvelle présentation des albums. Un cadre rouge a été ajouté et les lettres du titre sur la couverture sont en jaune. L'arrière a également été renouvelé. Par conséquent, les 66 premiers albums ont été publiés en noir et blanc uniquement, ou avec une seule couleur d'accompagnement. La première histoire qui est immédiatement apparue dans cette série bicolore était Le Lit volant. Certaines des histoires publiées avant 1959 qui s'écartaient trop du nouveau style ont été repensées et republiées pour la première fois au cours de cette période, comme Le Rayon magique, Le Trésor de Fiskary, Les Chasseurs de fantôme et Les Mousquetaires endiablés. Ces histoires auront donc reçu trois numéro d'albums différents puisqu'ils auront fait partie de trois séries différentes. La nouvelle série est rapidement devenue la série rouge (cf. plus bas).
La série bicolore n'existe alors que depuis quelques années. Toutes les différentes séries dans lesquelles les histoires étaient apparues ont été fusionnées en 1967 en une série aussi uniforme que possible. Lorsque les histoires antérieures de cette série ont été republiées, tous les dessins de couverture ont également été renouvelés. La première nouvelle histoire qui est immédiatement apparue dans cette série en quadrichromie a été Le Jongleur du veau d'or. Par la suite, toutes les histoires publiées dans les journaux, qui jusque-là n'apparaissaient que dans la série incolore et / ou la série bicolore, ont été republiées dans la série en quadrichromie. L'Île d'Amphoria a été inclus dans la série en quadrichromie immédiatement après Le Jongleur du veau d'or, réédité comme première histoire, mais la renumérotation a complètement été aléatoire.
Les histoires qui ont été redessinées dans leur intégralité lors de la réédition de la série en quadrichromie comprennent L'Île d'Amphoria, Le Singe volant, Le roi boit, L'Oiseau blanc, Lambiorix roi des Éburons et La Frégate fracassante. Certaines histoires n'ont été coloriées que dans la série en quadrichromie sans aucune modification des dessins originaux, tels que Le Pot aux roses, La Dame en noir et Le Dompteur de taureaux.

### Participation de Willy Vandersteen en baisse
Au début, Willy Vandersteen s'occupe à la fois du scénario et des dessins, et il encre également les histoires lui-même. L'encrage sera la première tâche qu'il laissera à quelqu'un d'autre. À la fin de L'Attrape-mites (1949), François-Joseph Herman reprend le stylo à encre. À partir de 1953, Karel Boumans s'implique de plus en plus dans l'encrage (d'abord dans Le Loup qui rit). Au cours de la série, cette tâche sera exécutée par diverses personnes, dont Eduard De Rop et ensuite Eric De Rop (respectivement père et fils). Le premier a rejoint Vandersteen en 1959. Les premières histoires de Bob et Bobette dans lesquelles Eduard De Rop a joué un rôle ont été Le Lit volant et Le Cheval d'or.
À partir des années 1960, Willy Vandersteen s'implique progressivement de moins en moins dans la création des histoires de Bob et Bobette, se concentrant sur la création d'autres bandes dessinées (comme Bessy et Le Chevalier rouge). Paul Geerts, alors âgé de 30 ans, rejoint le studio Vandersteen en 1967 en tant que nouvel employé. Au départ, Paul Geerts ne s'occupe que de la production de la série Jérôme. En 1969, Willy Vandersteen lui demande de traiter également Bob et Bobette. L'Aimable Cafetière est la première histoire de la série à être encrée par Paul Geerts, qui a succédé à Eric De Rop. Au cours de cette période, Paul Geerts repense également Le roi boit et L'Oiseau blanc, en vue de la réédition de ces histoires dans la série actuelle.

### Reprise de la série par Paul Geerts

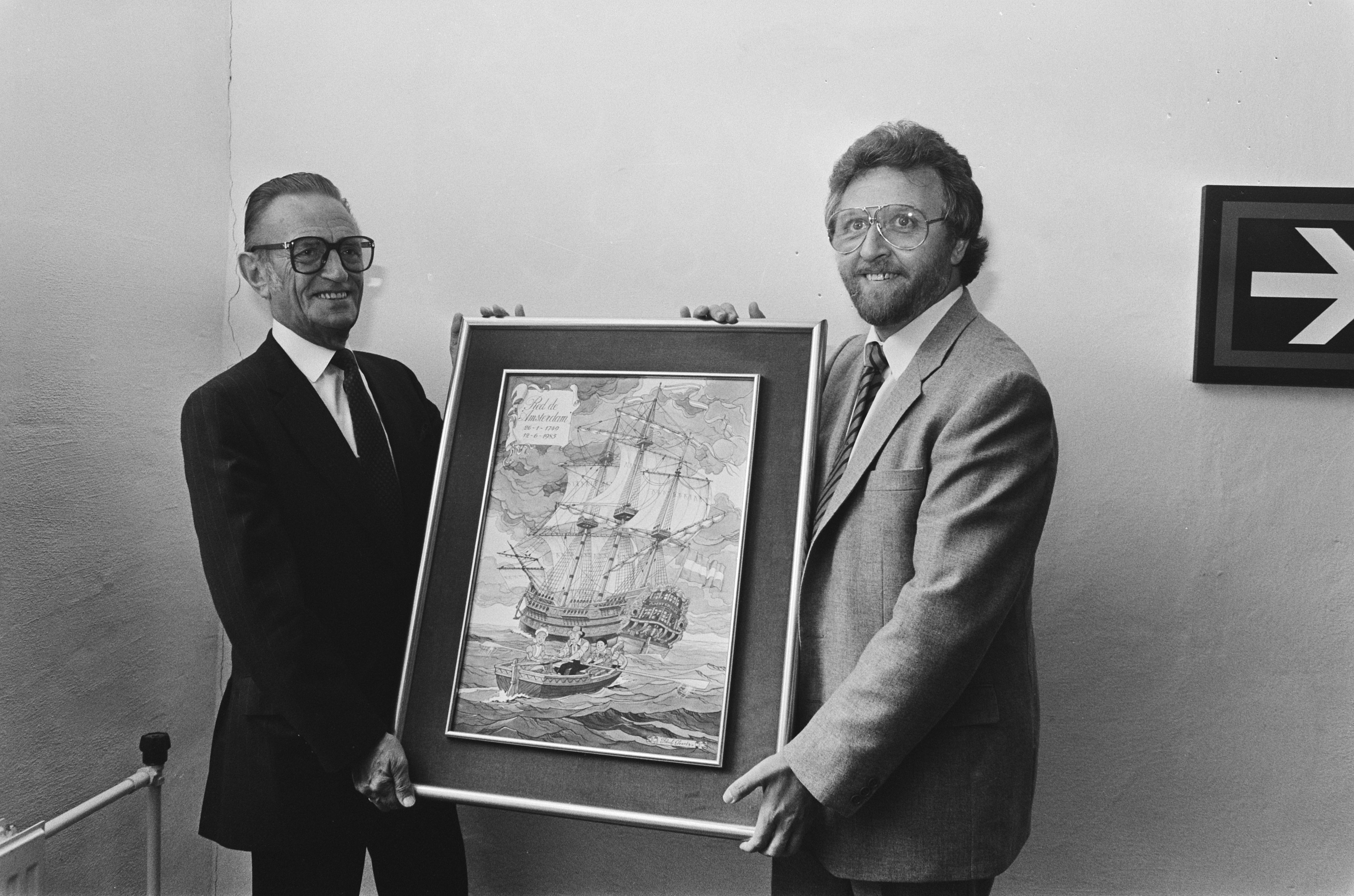
Willy Vandersteen et Paul Geerts lors de la présentation de Panique sur l'Amsterdam.

Le Joueur impénitent (1971) est la première histoire dont le scénario est entièrement de Paul Geerts, avec quelques adaptations mineures de Vandersteen. En 1972, Paul Geerts a assumé la pleine responsabilité artistique finale pour Bob et Bobette, en tant que successeur de Willy Vandersteen. Vandersteen a imposé des conditions strictes à la poursuite de la série par Paul Geerts : l'esprit et la philosophie qui avaient toujours été derrière les histoires devaient rester les mêmes, les personnages principaux ne pouvaient pas changer et les histoires devraient toujours se terminer dans une atmosphère positive. En 1971, Rita Bernaers a commencé à colorer les histoires.
Malgré la cession à Paul Geerts, Willy Vandersteen lui-même est resté plus ou moins impliqué dans la série au cours des années suivantes. Il a également élaboré les scénarios de certaines histoires, comme Le Viking impétueux (1976), Le Petit Frère de Bretagne (1983), La Pluie acide (1985), La Licorne solitaire (1988) et enfin L'Outre volante (1988) Il a également fait les dessins pour les deux derniers albums et s'est occupé des croquis de La Pluie acide. Paul Geerts était l'artiste des autres albums de cette liste. Ainsi, L'Outre volante est le dernier album auquel Willy Vandersteen aura participé.
Lilianne Govers a rejoint le studio Vandersteen en 1980. Elle s'est occupée du lettrage des histoires de Bob et Bobette et d'une partie de l'encrage. En 1984, Eric De Rop — le fils du De Rop susmentionné — a commencé à travailler sur la série de bandes dessinées, et deux ans plus tard, il est devenu le nouvel encreur permanent. La première histoire qu'il a écrite était Les Bouleaux trembleurs, un album publicitaire qui n'est pas apparu dans la série régulière.
Willy Vandersteen meurt en août 1990. Cependant, son nom est resté et restera sur tous les albums de Bob et Bobette, qu'il ait ou non contribué à l'histoire en question. Le nom de Paul Geerts n'a été mentionné pour la première fois que dans L'Étoile diabolique (1988). Willy Vandersteen a posé un certain nombre de conditions pour la poursuite de la série dans son testament. Par exemple, le sexe et les drogues restent tabous et aucun protagoniste n'est autorisé à disparaître. De plus, les personnages principaux ne devront pas changer ou devenir mauvais, pas plus qu'un certain nombre de situations existantes ne devraient changer ; par exemple, Lambique et Sidonie ne devront jamais se marier.

### Contribution de Marc Verhaegen

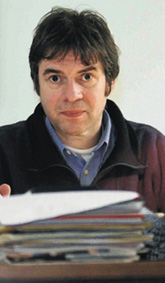
Marc Verhaegen.

Marc Verhaegen a rejoint le studio Vandersteen en 1988. À ce moment-là, il avait la tâche de faire une nouvelle qui pourrait servir de prologue à une publication publicitaire de Le Trésor de Beersel de la KBC. Cela devait également être fait dans le style de la Série bleue. Après avoir vu son histoire, Vandersteen et Geerts ont décidé d'embaucher Verhaegen.
La première réalisation de Verhaegen dans la série régulière a été l'élaboration des dessins de la bande 179/180 dans Le Miroir mirage (1989). Par la suite, Verhaegen a participé dans diverses nouvelles histoires. Au départ, sa contribution se limitait à l'élaboration des dessins. L'As du ballon (1990) était la première histoire dans laquelle Verhaegen a grandement participé, où il a fourni à la fois l'idée de base et les dessins. Le nombre standard de pages par album est aussi passé de 56 à 48. Dans La Carcasse de Carcassonne (1992), Verhaegen a assumé à la fois le scénario et les dessins.
Au cours des années 1990, Verhaegen et Geerts se sont alternés pour travailler sur les albums. Ils ont quelquefois également travaillé ensemble sur un album. Mais comme Geerts était toujours l'artiste officiel, le nom de Verhaegen n'a été mentionné dans les albums qu'à la fin de 2001. Ainsi, il était toujours inscrit « scénario et dessins : Paul Geerts », même s'il s'agissait d'une histoire de Verhaegen. Le dernier album entièrement réalisé par Geerts est L'Île interdite (1999). Enfin, en 2002, Geerts a officiellement passé le relais à Verhaegen, qui a déjà repris toutes les nouvelles histoires depuis la publication de Le Pays inondé (1999). Ce n'est que depuis la prise de contrôle officielle en 2002 que le nom de Verhaegen a été mentionné dans les albums au lieu de celui de Geerts. Dans Lambique nudiste (2001) Geerts et Verhaegen ont été mentionnés ensemble.
En 2005, Verhaegen a été mis de côté après un différend avec le studio Vandersteen. Celui-ci voulait incorporer Auschwitz comme thème principal d'une histoire, ce qui n'a pas plu au reste des collaborateurs. Le Fantasque Fantastique fut ainsi la dernière contribution de Verhaegen. En 2016, Geerts a révélé dans une interview que la collaboration avec Verhaegen avait souvent été très difficile.

### Travail en équipe

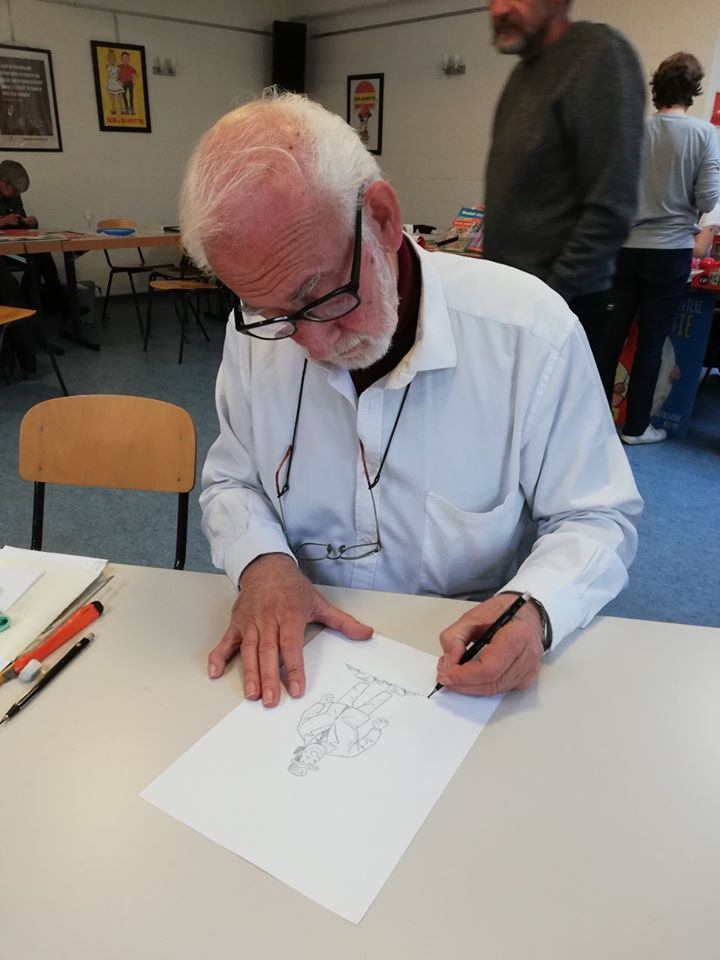
Eugeen Goossens en octobre 2019. Il est dessinateur du studio de 1965 à 1990.

Verhaegen n'étant plus impliqué dans la production des histoires, le travail est effectué en équipe par le Studio Vandersteen lui-même. Peter Van Gucht en tant que scénariste principal et Luc Morjaeu sont à la tête de l'équipe de dessin. Van Gucht avait déjà fait ses preuves en tant que scénariste pour diverses nouvelles. Il a également fourni le scénario de Le Flûtiste farfelu, dont Verhaegen était toujours le dessinateur. Morjaeu, quant à lui, est arrivé au studio Vandersteen après le départ de Verhaegen. Cela a créé une équipe de dessinateurs dirigée par Morjaeu (avec Dirk Stallaert, Peter Quirijnen, Charel Cambré et Eric De Rop) et une équipe de scénaristes dirigée par Van Gucht (avec Bruno De Roover et Erik Meynen).

### Nouvelle couverture d'albums
Les couvertures des albums ont de nouveau été radicalement renouvelées à l'été 2007. Le studio Vandersteen s'est distancié de la couverture rouge séculaire avec un dessin au milieu représentant le thème principal de l'histoire. Désormais, le dessin remplit tout le front. Cela a été fait pour la première fois lors de la sortie de l'album Le Grand Tarin taré. Pour permettre aux lecteurs de s'habituer au nouveau design, le studio a choisi un dossier qui a été glissé autour de l'album. Le dossier lui-même s'appelait La Magnifique Métamorphose et la couleur rouge traditionnelle y était toujours présente. En outre, les couvertures elles-mêmes de tous les albums individuels ont également été redessinées par Morjaeu dans le style de dessin désormais commun.

## Personnages

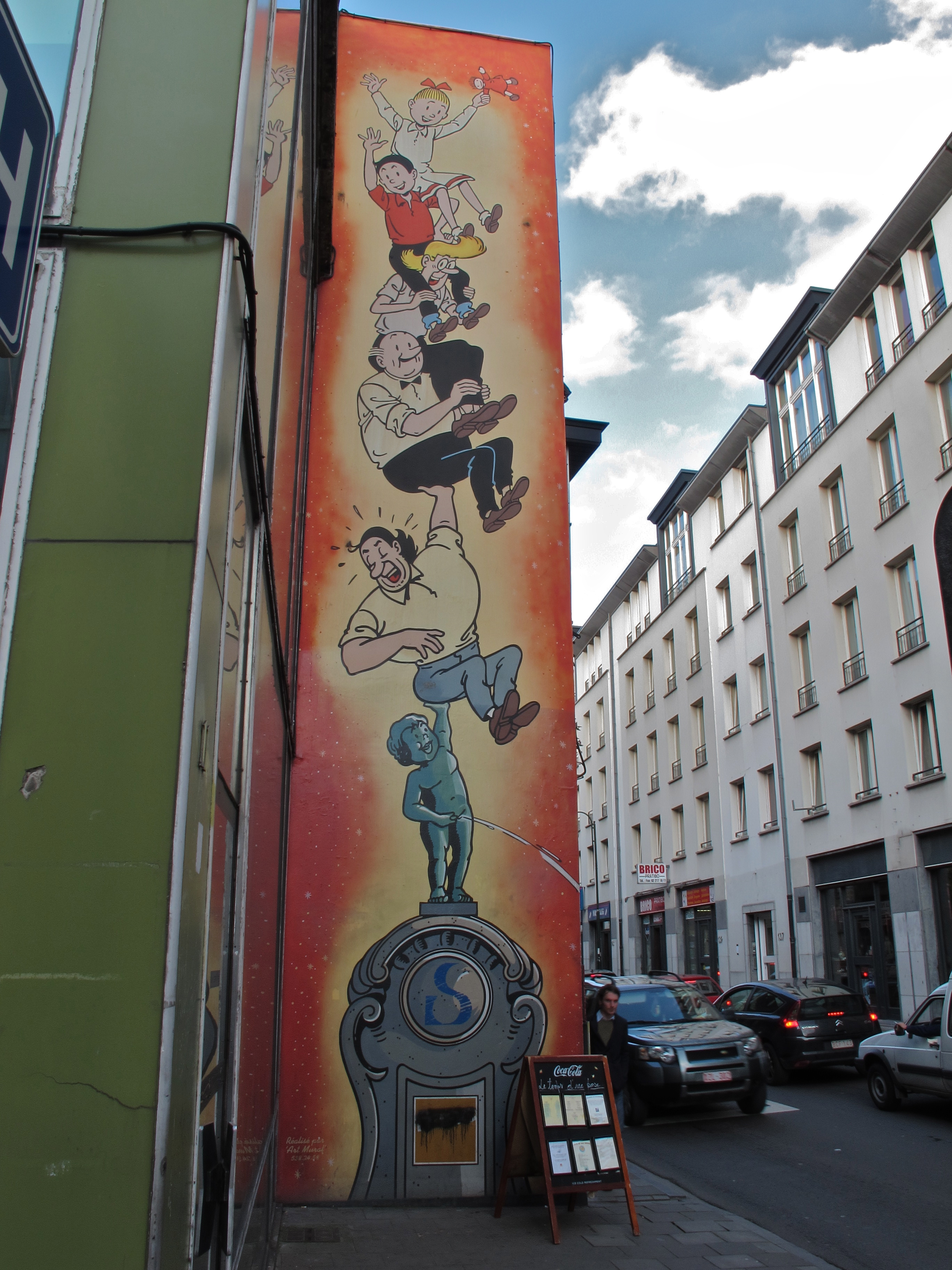
Mur de bandes dessinées à Bruxelles, sur lequel les personnages principaux (de bas en haut : Jérôme, Lambique, Sidonie, Bob et Bobette tenant Fanfreluche) sont représentés, alors qu'ils sont tous levés par Manneken Pis.

Dans le deuxième récit, L'Île d'Amphoria, Bob et le professeur Barabas font leur apparition. Ricky disparaît sans laisser de trace après l'album Ricky et Bobette, où il est envoyé avec un ticket de ravitaillement. Vandersteen a déclaré plus tard que Ricky n'était pas un proche de Bobette adapté, beaucoup plus jeune et que le personnage ressemblait trop à Tintin . Lambique est apparu pour la première fois dans Le Rayon magique (1946). Jérôme fait ses débuts six ans plus tard, dans Les Mousquetaires endiablés (1952).

### Personnages principaux
- Bob (Suske en néerlandais) : lointain descendant de Robert Antigone, qui s'appelle en fait Robert dans l'édition en français, et François (dont Suske est un diminutif usuel) dans l'édition en néerlandais. Il vivait à l'origine sur l'île d'Amphoria, mais tante Sidonie l'a adopté dans sa famille. Lors de son introduction dans la bande dessinée, il est un jeune homme légèrement vêtu qui sort complètement de ses gonds lorsque quelqu'un crie « Antigone en avant ! ». Dans presque toutes les autres histoires, il est un garçon moyen sans être susceptible. Cependant, il est courageux, idéaliste, loyal, généralement intelligent et aussi assez fort.
- Bobette (Wiske en néerlandais) : de son vrai nom Roberte dans l'édition en français ou Louise dans l'original néerlandais, elle est élevée par sa tante Sidonie. On ne sait pas du tout qui sont ses parents et ce qui leur est arrivé. Bobette est intelligente, mais aussi curieuse, jalouse et parfois vaine. Cependant, si nécessaire, elle peut mettre ses défauts de côté et montrer son bon cœur.
  - Lorsque Bob et Bobette sont fâchés l'un avec l'autre, ils s'appellent par leur vrai nom.
- Fanfreluche : poupée de chiffon que Bobette aime beaucoup, au point de faire des crises de larmes quand celle-ci disparaît ou quand elle la croit détruite. Au départ, elle s'appelait Fanchon. Elle a obtenu son nom actuel dans Lambique au bois dormant.
- Tante Sidonie : tante de Bobette, qui remplit plus ou moins le rôle de mère adoptive de Bob et Bobette dans de nombreuses histoires. C'est une grande femme maigre qui peut se débrouiller en cas d'urgence. Elle est très émotive et ses crise de nerfs sont souvent spectaculaires, finissant généralement en crises de tétanie. Dans certaines histoires, elle semble secrètement amoureuse de Lambique et l'exprime parfois ouvertement. Elle reçoit souvent des commentaires moqueurs sur ses longs pieds, sa maigreur et son nez anormalement long.
- Lambique : il a déjà été embauché comme détective par le professeur Barabas et est resté depuis l'un des personnages principaux habituels. Lambique produit généralement les moments les plus drôles de la bande dessinée à cause de sa vanité en total décalage avec sa bêtise et sa maladresse. Son nom est dérivé de la bière Lambiek.
- Jérôme : homme doté de capacités surhumaines telles qu'une force herculéenne, une résistance à toute épreuve et un souffle extrêmement puissant qui aide les autres dans des situations difficiles. Originaire de la préhistoire, il a été gelé jusqu'à sa décongélation par le duc Le Handru au XVIIe siècle. Dans son premier récit Les Mousquetaires endiablés, il est l'ennemi des héros de la bande dessinée mais c'est Bobette qui l'a converti. Il est illettré et s'exprime de façon sommaire, avec parfois un humour pince-sans-rire. Il peut se montrer très émotif.

### Personnages secondaires
- Le professeur Barabas : érudit un peu excentrique dont les inventions curieuses jouent un rôle important dans de nombreuses histoires. Son invention la plus célèbre et la plus utilisée est la machine à voyager dans le temps, ou télétemps. Toujours vêtu de la tenue blanche des laborantins de physique, il porte lunettes et barbe blanche et est célibataire (il lui est arrivé des histoires d'amours très romantiques mais impossibles). Outre les six personnages principaux susmentionnés, Barabas est celui qui apparaît le plus souvent dans les histoires.
- Arthur : frère de Lambique qui vit dans la jungle et peut voler (probablement imaginée comme parodie de Tarzan) comme un oiseau, dont il imite le cri pour ponctuer ses phrase. Il est apparu pour la première fois dans Le Singe volant.
- Crimson : méchant qui revient le plus souvent dans la série, bien qu'il ait été présenté relativement tard, dans Le Cheval Rimailleur.
- Jacquot Lenflé: un des résidents permanents d' Amphoria. Il apparaît pour la première fois dans L'Île d'Amphoria en tant que méchant avide de pouvoir. Dans Le Pot aux roses, il est converti dans le droit chemin.
- Théophile Boomerang : voisin commerçant qui essaie de vendre toutes sortes de choses. Il est apparu pour la première fois dans Les Diables du Texas.
- Tobie : chien qui assiste régulièrement Bob et Bobette. Il est apparu pour la première fois dans Le Paradis des chiens.
- Robert Antigone : arrière-arrière-arrière-arrière-arrière-grand-père de Bob et le fondateur de l'île d'Amphoria. Il est apparu pour la première fois dans L'Île d'Amphoria.
- Bonflair et Durbec : méchants qui ne sont pas opposés à la corruption. Ils sont apparus pour la première fois dans Le Cercle d'or.
- Ducastel et Anne Marie Ducastel : elle et son père malade mental sont apparus pour la première fois dans Le Testament parlant.
- La Dame en noir : une sorcière blonde. Elle est apparue pour la première fois dans La Dame en noir[17].

## Thématiques

### Sources d'inspiration
Beaucoup de parties sont basées sur des faits historiques. En outre, Vandersteen s'est inspirée de toutes sortes de grandes œuvres littéraires, de contes de fées bien connus, de mythes et parfois de la Bible. Dans la période 1949-1953, Il s'est inspiré principalement de la mythologie classique, de diverses sagas et romans bien connus. Par exemple, L'Attrape-mites comporte de nombreux éléments de la mythologie grecque classique. La Nef fantôme contient principalement des éléments de conte de fées et se déroule également à l'époque des Normands. Le Trésor de Fiskary est en partie basé sur Der Ring des Nibelungen de Richard Wagner . Les Mousquetaires endiablés est basé sur le roman d' Alexandre Dumas Les Trois Mousquetaires.
Entre 1953 et 1959, Vandersteen n'a guère utilisé la littérature classique pour ses histoires, à part pour Le Chevalier errant, qui est basé sur le classique Don Quichotte de Miguel de Cervantes. Dans les récits ultérieurs, des éléments de la littérature classique reviennent parfois et, dans certains cas, la Bible. Par exemple, La Fleur de la jungle (1969) est une reprise partielle du Livre de la jungle par Rudyard Kipling. Les Barbus baraqués (1972) contient des éléments de l'histoire biblique de Samson. Le Méchant machin (1984) est en partie basée sur le roman A Dog of Flanders de Marie-Louise de la Ramée.
Une tendance qui se manifeste principalement dans les histoires ultérieures est l'attachement aux questions populaires et au culte, comme dans L'Épopée des onze cités. Toutes sortes de films et de séries télévisées connus ont inspiré de nombreuses histoires de Bob et Bobette au fil des ans. Wattman (1967), par exemple, faisait allusion à la bande dessinée de super-héros de l'époque, Batman. Les Diables du Texas (1959) étaient basés sur les Contes des Texas Rangers. Jeromba le Grec (1966) s'est inspiré du film Zorba le Grec. Robotkop (1996), une histoire de Paul Geerts, a été inspiré par le film d'action de Paul Verhoeven RoboCop. La statue du Manneken-Pis a un rôle important dans Manneken Pis l'irascible.
Des artistes célèbres et/ou leurs œuvres sont régulièrement discutés, tels que Peter Paul Rubens (Le Rapin de Rubens), Jérôme Bosch (Jérome Bosch a les boules), Mozart (Amadée Amadoué), Rembrandt (L'Intrus de la Ronde de nuit), Antoine van Dyck (Le Cheval rimailleur), Vincent van Gogh (Le Barbouilleur), Escher, Magritte et Salvador Dali (L'Artilleur d'art).

### Situation
La plupart des histoires de Bob et Bobette se déroulent dans le présent et dans un endroit clairement défini. De nombreuses aventures se situent dans la patrie du dessinateur, la Belgique. Un certain nombre d'histoires se déroulent aux Pays-Bas. De plus, les personnages principaux visitent régulièrement divers endroits en Europe et en dehors. Parfois, ils voyagent en Extrême-Orient, y compris dans un certain nombre d'histoires publiées à la fin des années 1950 et au début des années 1960 (Le Ravisseur de voix, Le Cercle d'or, etc.). Vandersteen a incorporé ses propres expériences de voyage dans ces histoires.
Très régulièrement, cependant, des pays et des lieux fictifs surgissent également (Chocoslovie, Amphoria, Peau de Chagrin, Bazaria). Certaines histoires se déroulent en partie sur une exoplanète fictive (par exemple L'Amazone amoureuse et La Licorne solitaire). Bien que l'île d'Amphoria soit présentée comme un pays fictif, elle est en fait inspirée par Anvers.

### Thèmes sociaux
Les thèmes contemporains sont régulièrement intégrés dans les intrigues. Dans les premières années, Vandersteen faisait notamment référence à l'actualité politique belge de l'époque. Certaines histoires comme Le Pot aux roses et Lambiorix roi des Éburons, contiennent des références explicites à la Question royale. Étant donné que cette formule fonctionnait beaucoup mieux dans un journal quotidien que dans les versions en album, cet aspect a progressivement disparu de la série. Les histoires parues dans les années 1960 et 70 contiennent régulièrement des références datées à la culture hippie et à la guerre froide.
Au début, les thèmes de l'histoire se concentraient principalement sur la Flandre. Mais après la popularité croissante de la série aux Pays-Bas, Vandersteen s'est plus orienté vers la culture néerlandaise pour ses histoires. Souvent, des blagues stéréotypées étaient faites autour du « fonctionnaire paresseux », de « l'inspecteur des impôts gourmand », du « politicien menteur », du « policier stupide » et du hippie qui ne se lavait pas.
Des valeurs, des normes et des vertus étaient présentes dès le début de la série, mais au fil du temps, elles sont devenues de plus en plus présentes dans la suite de la série. À partir des années 1970, les histoires se sont toujours concentrées sur des questions sociales, telles que la pollution et l' activisme environnemental, les conflits de génération et les problèmes éducatifs, ainsi que les espèces menacées et en particulier la guerre. Au cours des années 1990, la politique est parfois revenue, comme dans La Commission vache et Le Renard rebelle. L'apartheid est aussi abordé dans divers albums, tels que Le Choc des chauves. Les histoires véhiculent régulièrement le message que les riches occidentaux feraient mieux d'aider les personnes les plus pauvres du monde, au lieu de gagner de l'argent grâce au commerce des armes pour des guerres sanglantes. Les amis critiquent parfois le froid et le durcissement de la société, par exemple dans De Krimson (inédit en français).
Beaucoup d'histoires se déroulent dans le passé. En particulier, les histoires qui sont apparues à l'origine dans la Série bleue sont situées dans une époque bien définie et dans des lieux existant réellement. Les événements qui y sont racontés sont souvent de véritables faits historiques. De plus, des pages sombres de l'histoire telles que la guerre de Quatre-Vingts Ans (Le Fantôme espagnol), le travail des enfants (Les Chiens de l'enfer) et l'oppression des gens du peuple (Le Lapin agile, Le Trésor de Fiskary, Le Gladiateur-mystère, Le Village flottant, La Licorne solitaire, etc.) sont tout aussi bien abordées. Dans Le Fantôme espagnol (la première histoire de la Série bleue), Bob, Bobette et Lambique se battent avec les Brabançons contre l'occupation espagnole. Dans la version originale du Pot aux roses, Bob s'est farouchement prononcé pour la construction d'une cathédrale sur Amphoria, pour remercier « l'esprit des gens qui luttent pour les traditions flamandes ». Dans Le Cheval d'or, Bob, Bobette et Lambique, par contre, sont avec les conquistadors espagnols dirigés par Hernán Cortés.

### Magie
De nombreuses histoires de Bob et Bobette découlent de situations étranges qui se traduisent généralement par des intrigues plus imaginatives ou même absurdes. La magie est un ingrédient fort de la série et des fantômes, des sorciers, des sorcières, des dragons, des démons, des légendes, des animaux enchantés et autres apparaissent occasionnellement.
Un thème important dans les histoires depuis le début est le voyage dans le temps, en particulier jusqu'à une certaine période du passé. Les personnages remontent (ou avancent) régulièrement dans le temps via la machine télétemps du professeur Barabas.

### Folklore
Le folklore est une autre source d'inspiration importante pour certaines histoires. Des personnages comme la Dame en noir, Escavêche et Fildefer viennent tout droit du folklore flamand.

### Inventions fictives
La machine télétemps ne jouait pas un rôle très important au début de la série. Dans de nombreuses histoires des années 1950, les personnages principaux vont et reviennent au passé de différentes manières. La machine à remonter le temps apparaît pour la première fois dans L'Île d'Amphoria (1946), mais ne sert qu'à visionner des images du passé. La première fois qu'elle est utilisée pour faire voyager les personnages principaux dans le passé, c'est dans Le Teuf-Teuf-Club (1951). Entre-temps, il y avait déjà eu plusieurs histoires dans le passé : L'Attrape-mites (1949), Lambiorix roi des Éburons (1950) et Le Fantôme espagnol (1950). Dans Le Trésor de Fiskary (1951), c'est une corne enchantée qui envoie les personnages principaux dans le passé. Dans Le Casque tartare (1953) et Le Trésor de Beersel (1953), Bob, Bobette et Lambique sont envoyés dans le passé par l'hypnotiseur Prim. Dans Le Diamant sombre (1958), la machine télétemps est utilisée, mais les personnages principaux reviennent au présent à l'aide d'un bracelet magique
En plus de la machine Télétemps, un certain nombre d'inventions reviennent régulièrement dans les histoires :
- Vitaminette : petite voiture qui utilise la nourriture humaine comme carburant ;
- la Gyronef : hélicoptère ;
- le Terranef : véhicule pour voyager sous terre ;
- l'Attrape-son : dispositif qui convertit le son des plantes, par exemple, en langage ;
- le croiseur spatial : vaisseau spatial qui permet de voyager dans l'espace ;
- le Télétransfor : appareil qui peut donner vie à des images de peintures ;
- l'aiglefin en acier : bathyscaphe.

### Autres détails
- La dernière case de chaque histoire montre Bobette clignant de l'œil, avec un panneau « Fin ».
- Vandersteen a parfois remplacé des cases entières par un simple texte, décrivant les événements qui se déroulaient entre la case précédente et la suivante.
- Les histoires elles-mêmes se réfèrent parfois explicitement au fait qu'il s'agit d'une bande dessinée. À de tels moments, les personnages principaux sont eux-mêmes conscients du fait qu'ils sont dessinés et entièrement contrôlés. Vandersteen s'est parfois illustré dans les histoires (La mariée est trop belle, Le Conteur disparu,...), comme la personne qui doit intervenir d'en haut pour résoudre une situation. Cela relève du « franchissement du quatrième mur ».
- Un motif qui est particulièrement courant dans les histoires datant des années 1950 est la présence d'un personnage secondaire mystérieux mais important dans l'histoire, dont le visage reste hors de l'image pendant une grande partie de l'histoire. Par exemple, il porte une capuche ou un manteau couvrant sa tête Ce n'est qu'à la fin de l'histoire que l'identité de ce personnage inconnu est dévoilée[26].

## Évolution de la bande dessinée

### Titres
À partir de la fin des années 1950, les titres des albums utilisent de plus en plus l' allitération sous la forme d'un adjectif suivi d'un nom. Cela a commencé avec Le Diamant sombre (De duistere diamant), Le Cygne noir (De zwarte zwaan), Les Champignons chanteurs (De zingende zwammen), Le Sampan mystérieux (De sissende sampan), etc. Ce processus a été régulièrement utilisé dans les titres à ce jour, mais un peu moins fréquemment depuis la seconde moitié des années 1990. De plus, contrairement aux exemples ci-dessus, les titres français ont souvent perdu ce principe et s'éloignent même parfois des titres originaux en néerlandais.

### Langue
Dans les premières années (quand la série n'était diffusée qu'en Flandre), la bande dessinée était encore de nature assez folklorique : les personnages parlaient l'anversois. En 1963, ce dialecte laisse sa place au néerlandais standard. Vu que la bande dessinée devenait de plus en plus populaire, il était devenu nécessaire d'utiliser la langue standard en néerlandais, afin que des versions distinctes pour la Flandre et les Pays-Bas n'aient plus à être faites. De plus, la « suppression » de l'anversois correspondait à l'esprit des années 1960, lorsque le dialecte était considéré comme un obstacle à la lutte contre l'influence française. Les premières histoires ont commencé à être traduites et publiées en français à partir des années 1950, dans des périodiques tels que Tintin.

### Style de dessin et coloriage
Le style de dessin de base a changé à plusieurs reprises au fil des ans, en partie du fait que jusqu'à présent au moins cinq artistes principaux (Vandersteen, Geerts, Verhaegen, Morjaeu et Van Gucht) ont travaillé sur la série. Lorsque sa bande dessinée est devenue de plus en plus célèbre, Vandersteen avait déjà un peu ajusté son style de dessin, en partie en donnant aux personnages une apparence moins folklorique. À partir du début des années 1960, un nouveau style de dessin beaucoup plus sérieux a été utilisé, qui s'est poursuivi sous Paul Geerts jusqu'à la fin des années 1980.
La série a été de plus en plus dessinée avec les caractéristiques typiques de la ligne claire. Le style de dessin original de Vandersteen, d'autre part, était beaucoup plus populaire. Dans les toutes premières histoires, Bobette avait toujours une tête en forme de poire, qui plus tard s'est transformée en œuf. Tante Sidonie portait initialement un petit chapeau noir avec des épingles. Bob et Lambique ont également eu un look complètement différent dans les premières histoires auxquelles ils ont participé. En particulier, l'apparence de tête et de singe de Jérôme dans les premières histoires dans lesquelles il a joué a ensuite été retouchée dans la version plus récente, la rendant plus « civilisée ». Le visage de Sidonie a également été resserré et mieux défini dans les rééditions ultérieures de la série en quadrichromie, conformément au style de dessin qui est maintenant devenu courant.
En mai 2017, une nouvelle cure de jouvence a été réalisée : depuis Le Dévoreur de mondes, Bob et Bobette ont pris une forme plus contemporaine, recevant une coiffure modifiée. Bobette a également pris des seins, tout comme Sidonie. La raison de ces ajustements était la baisse des ventes. En outre, à partir du Dévoreur de mondes, les albums ont été publiés au format A4. Selon le studio Vandersteen, cela permettait de mieux faire ressortir les dessins,.

### Vêtements des personnages principaux
Dans les années 1970, Bob et Bobette portaient déjà un pantalon à pattes d'éléphant marron, mais dans les années 2000, leurs vêtements traditionnels ont été changés, également sur le dos des albums. L'histoire d'Ambre (1999) est le premier album dans lequel Bobette ne porte plus sa célèbre robe blanche, mais un débardeur et des vêtements assortis. Les vêtements de Bob sont également repensés, il échange son pantalon noir habituel contre un pantalon militaire. Lorsque Bobette a reçu un pull-over et une mini-jupe noire dans La Commission vache (décembre 2001), beaucoup de lecteurs ont protesté, suivis des artistes. Depuis l'histoire Lambique nudiste (2002), Bobette a de nouveau porté une robe blanche, mais sans manches.
Les vêtements des personnages principaux ont de nouveau été ajustés lors d'une nouvelle cure de jouvence en 2017. Dans Le Dévoreur de planètes, la chemise rouge de Bob a été remplacée par une chemise blanche avec un sweat à capuche. Il porte également maintenant un jeans et des baskets. La robe de Bobette est plus serrée et elle porte des bottes.

### Technologie
À partir des années 1950, Vandersteen a commencé à accorder de plus en plus d'attention à la représentation précise de toutes sortes de détails de fond dans les histoires, tels que les meubles et les appareils électroménagers. Depuis lors, les histoires se sont toujours tenues à jour ; par exemple, de plus en plus d'appareils électriques ont été introduits, et la représentation des rues et ce qu'on peut y voir a aussi été amélioré.
Les bandes dessinées sont généralement prudentes vis-à-vis des inventions modernes. Par exemple, dans certaines histoires des années 1950, regarder la télévision est considéré comme une perte de temps. Bien que les personnages principaux utilisent des outils de communication contemporains comme Internet et les téléphones portables, ils restent critiques à certains égards. Par exemple, dans Le Comité vache, c'est l'industrie de la viande moderne qui est remis en cause, dans Le Site sinistre et Les Clones caducs, ce sont les dangers d'Internet et le clonage.
À la fin des années 1990, les héritiers de Vandersteen ont ordonné à Paul Geerts et Marc Verhaegen de moderniser les histoires. En conséquence, la langue et l'habillement des personnages ont été assez bien adaptés, tandis que les nouveaux outils technologiques — tels que le téléphone portable et l'ordinateur — ont pris une part importante. Les histoires de Bob et Bobette utilisent largement Internet depuis le début des années 2000.

### Critique de l'évolution
L'atmosphère et les situations décrites dans les histoires plus récentes ont de plus en plus dévié radicalement de la série originale. Une évolution qui a été indiquée comme le début du déclin de la qualité. D'autres estiment que la série — en plus du personnage d'origine — a également perdu beaucoup de son humour et de sa tension après que Vandersteen a transmis la bande dessinée à ses employés. Beaucoup de blagues inventées à l'origine par Vandersteen ont ensuite été réutilisées à plusieurs reprises. Néanmoins, les premières dizaines d'histoires apparues après la prise de contrôle par Paul Geerts en 1972 contiennent également parfois des blagues ou des idées inventées par Vandersteen lui-même. Selon certains critiques, le déclin de la qualité aurait commencé à la fin des années 1950, avec le style de dessin changeant progressivement et des histoires comme Les Diables du Texas. On sentait que Vandersteen avait abandonné la série à cette époque. Le Rapin de Rubens (1977) — auquel Vandersteen a indiqué dans une interview qu'il avait lui-même apporté une contribution active — a été mentionné comme exemple d'une histoire qui se démarquait de la plupart des autres histoires de Bob et Bobette des années 1970.
Au cours de sa carrière en tant qu'auteur principal des histoires de Bob et Bobette, Paul Geerts a souvent été critiqué pour le manque de fantasme, d'humour et d'originalité. Ce reproche a ensuite été principalement dirigé contre Verhaegen et Meynen, qui selon certains fans, ont fait certaines des pires et des plus déviantes histoires de tous les temps. Verhaegen, dont ses histoires tournaient entièrement autour d'un programme de télévision qui était en vogue (Big Mother), ou même écrite sur base d'un programme de télévision éponyme (Lambique nudiste), a reçu beaucoup de critiques. Verhaegen a repoussé toutes ces critiques en arguant qu'il devait faire évoluer la série avec son temps pour éviter qu'elle ne devienne démodée ; par exemple, le look original de Bobette ne ferait plus appel à la jeunesse contemporaine. Certaines des histoires de Verhaegen ont été critiquées plus que d'autres, comme Détour vers le futur ou Lambique nudiste. Dans une interview de 2016, Geerts n'était pas non plus très satisfait de la manière dont Verhaegen avait repris et poursuivi la série vers 2000. Il a également indiqué qu'il avait perdu toute affinité avec la série à ce jour.

## Analyse de la série
Les aventures de Bob et Bobette peuvent être considérées comme naïves. Leurs détracteurs mettent en cause le peu de crédibilité avec laquelle Vandersteen envoie ses héros aux quatre coins du monde (et du temps), les scénarios un peu décousus, ainsi que leurs traductions françaises à l'orthographe négligée.
Cette bande dessinée ne sera pas épargnée par la censure. En effet, le 215e album de la série en néerlandais, De Krimson-Crisis, sera remplacé par un album comportant deux histoires, Les Plongeurs des dunes et Le Monstre du Loch Ness. En cause, la tension communautaire en Belgique : les héros utilisent des slogans tel que « Vlaanderen leeft » (« La Flandre est vivante ») pour redonner un coup de fouet à la population victime d'une robotisation inhumaine, et un des thèmes mis en avant est l'identité culturelle flamande. C'en est assez pour effrayer les éditions Erasme, qui ne traduiront pas cet album.

## Publications

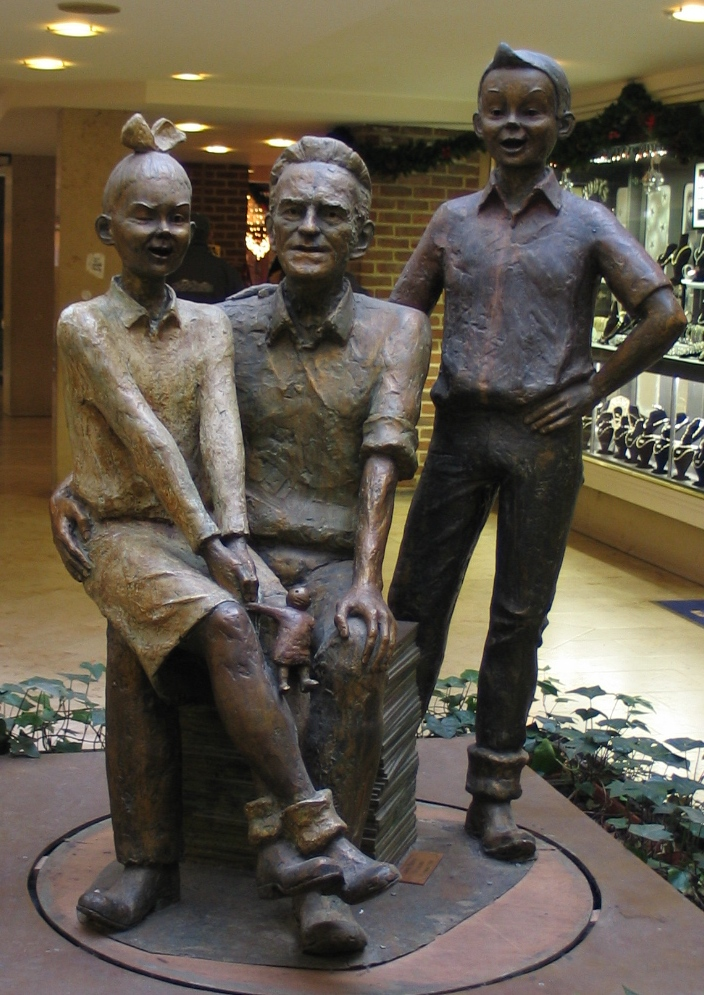
Statue de Willy Vandersteen, accompagné de ses deux personnages principaux, à Hasselt.

### Dans des périodiques
La chronologie des albums au sein des différentes séries ne correspond pas vraiment à la date de création réelle des histoires. La série rouge (quadrichromie), commençant en 1967 avec le no 67 et se poursuivant jusqu'à présent, a l'avantage de reprendre toutes les histoires parues en albums depuis 1946 jusqu'à aujourd'hui. Mais ceux-ci sont publiés dans le désordre. Il est dès lors assez malaisé de situer précisément chaque album au sein de l'ensemble de l'œuvre. Par exemple, dans l'album no 107 de la série rouge, intitulé Le Rayon magique, Bob et Bobette découvrent le personnage de Lambique, alors que dans les numéros précédents de cette série, il était bien présent. Cet album est en fait la 3e histoire créée par l'auteur (si on commence celle-ci avec Ricky et Bobette) et a été publié pour la première fois en 1945 dans le journal De Nieuwe Standaard (devenu De Standaard à partir de 1947).
Quelques épisodes ont été publiés dans Tintin, dans l'édition belge entre 1948 et 1958 et dans l'édition française entre 1950 et 1958.
Pour s'y retrouver dans la succession réelle des histoires, le mieux est de reprendre l'ordre chronologique des parutions dans la presse. Ces publications précédaient en effet celles en albums et rendent bien compte de l'ordre dans lequel les histoires ont été créées par Vandersteen et son équipe.
Dans la liste suivante, on retrouve donc les albums présentés dans l'ordre exact de leurs parutions dans les journaux de l'époque. La dernière colonne donne le numéro de l'album dans la série rouge (quadrichromie).
| Titre                       | Date de parution  | Publié dans                       | N° série rouge |
| --------------------------- | ----------------- | --------------------------------- | -------------- |
| Ricky et Bobette            | 30 mars 1945      | De Nieuwe Standaard               | 154            |
| L'Île d'Amphoria            | 20 décembre 1945  | De Nieuwe Standaard               | 68             |
| Le Rayon magique            | 16 mai 1946       | De Nieuwe Standaard               | 107            |
| Le Singe volant             | 29 septembre 1946 | De Nieuwe Standaard               | 87             |
| La Dame en noir             | 14 février 1947   | De Nieuwe Standaard               | 140            |
| Le roi boit                 | 2 juillet 1947    | De Nieuwe Standaard               | 105            |
| La Princesse enchantée      | 10 novembre 1947  | De Standaard                      | 129            |
| Les Chèvraliers             | 22 mars 1948      | De Standaard                      | 136            |
| L'Oiseau blanc              | 30 juillet 1948   | De Standaard                      | 134            |
| Le Fantôme espagnol         | 16 septembre 1948 | Journal de Tintin (éd. belge)     | 150            |
| Le Fantôme espagnol         | 1er février 1951  | Journal de Tintin (éd. française) | 150            |
| L'Attrape-mites             | 9 décembre 1948   | De Standaard                      | 142            |
| Lambique chercheur d'or     | 18 avril 1949     | De Standaard                      | 138            |
| Lambiorix roi des Éburons   | 26 août 1949      | De Standaard                      | 144            |
| Le Dompteur de taureaux     | 6 janvier 1950    | De Standaard                      | 132            |
| La Clé de bronze            | 2 mars 1950       | Journal de Tintin (éd. belge)     | 116            |
| La Clé de bronze            | 13 avril 1950     | Journal de Tintin (éd. française) | 116            |
| Le Pot aux roses            | 17 mai 1950       | De Standaard                      | 145            |
| La Trompette magique        | 25 septembre 1950 | De Standaard                      | 131            |
| Le Trésor de Fiskary        | 3 février 1951    | De Standaard                      | 137            |
| Le Casque tartare           | 16 mai 1951       | Journal de Tintin (éd. belge)     | 114            |
| Le Casque tartare           | 28 juin 1951      | Journal de Tintin (éd. française) | 114            |
| Le Teuf-Teuf-Club           | 14 juin 1951      | De Standaard                      | 133            |
| La Nef fantôme              | 30 octobre 1951   | De Standaard                      | 141            |
| Les Pêcheurs d'étoiles      | 11 mars 1952      | De Standaard                      | 146            |
| Le Loup qui rit             | 21 juillet 1952   | De Standaard                      | 148            |
| Le Trésor de Beersel        | 23 juillet 1952   | Journal de Tintin (éd. belge)     | 111            |
| Le Trésor de Beersel        | 4 septembre 1952  | Journal de Tintin (éd. française) | 111            |
| Les Mousquetaires endiablés | 27 novembre 1952  | De Standaard                      | 89             |
| Le Joueur de tamtam         | 8 avril 1953      | De Standaard                      | 88             |
| Le Castel de Cognedur       | 19 août 1953      | De Standaard                      | 127            |
| Le Gladiateur-mystère       | 14 octobre 1953   | Journal de Tintin (éd. belge)     | 113            |
| Le Gladiateur-mystère       | 26 novembre 1953  | Journal de Tintin (éd. française) | 113            |
| Le Roi du cirque            | 1er janvier 1954  | De Standaard                      | 81             |
| Le Semeur de joujoux        | 17 mai 1954       | De Standaard                      | 91             |
| L'Aigrefin d'acier          | 28 septembre 1954 | De Standaard                      | 76             |
| Les Martiens sont là        | 2 février 1955    | Journal de Tintin (éd. belge)     | 115            |
| Les Martiens sont là        | 17 mars 1955      | Journal de Tintin (éd. française) | 115            |
| La Frégate fracassante      | 12 février 1955   | De Standaard                      | 95             |
| Le Chevalier errant         | 4 juillet 1955    | De Standaard                      | 83             |
| Le Mont rugissant           | 18 novembre 1955  | De Standaard                      | 80             |
| Les Chasseurs de fantôme    | 2 avril 1956      | De Standaard                      | 70             |
| Les Masques blancs          | 4 juillet 1956    | Journal de Tintin (éd. belge)     | 112            |
| Les Masques blancs          | 16 août 1956      | Journal de Tintin (éd. française) | 112            |
| Le Père Moustache           | 10 septembre 1956 | De Standaard                      | 93             |
| Le Ravisseur de voix        | 22 janvier 1957   | De Standaard                      | 84             |
| Le Testament parlant        | 5 juin 1957       | De Standaard                      | 119            |
| Les Corsaires ensorcelés    | 17 octobre 1957   | De Standaard                      | 120            |
| Le Cheval d'or              | 26 février 1958   | Journal de Tintin (éd. belge)     | 100            |
| Le Cheval d'or              | 10 avril 1958     | Journal de Tintin (éd. française) | 100            |
| Le Diamant sombre           | 1er mars 1958     | De Standaard                      | 121            |
| Le Cygne noir               | 17 juillet 1958   | De Standaard                      | 123            |
| Le Lit volant               | 28 novembre 1958  | De Standaard                      | 124            |
| Les Diables du Texas        | 14 avril 1959     | De Standaard                      | 125            |
| Les Voisins querelleurs     | 25 août 1959      | De Standaard                      | 126            |
| Le Cercle d'or              | 5 janvier 1960    | De Standaard                      | 118            |
| Les Champignons chanteurs   | 19 mai 1960       | De Standaard                      | 110            |
| Les Cavaliers de l'espace   | 29 septembre 1960 | De Standaard                      | 109            |
| L'Attrape-sons              | 8 février 1961    | De Standaard                      | 103            |
| Le Tombeau hindou           | 20 juin 1961      | De Standaard                      | 104            |
| Le Paradis des chiens       | 27 octobre 1961   | De Standaard                      | 98             |
| La Dame de carreau          | 8 mars 1962       | De Standaard                      | 101            |
| Les Rayons zouins           | 16 juillet 1962   | De Standaard                      | 99             |
| Le Cheval rimailleur        | 23 novembre 1962  | De Standaard                      | 96             |
| Le Sampan mystérieux        | 3 avril 1963      | De Standaard                      | 94             |
| Le Poignard d'or            | 18 août 1963      | De Standaard                      | 90             |
| Les Nerviens nerveux        | 23 décembre 1963  | De Standaard                      | 69             |
| L'Œuf bourdonnant           | 4 avril 1964      | De Standaard                      | 73             |
| Le Matou marrant            | 12 septembre 1964 | De Standaard                      | 74             |
| Lambique au bois dormant    | 25 janvier 1965   | De Standaard                      | 85             |
| La Kermesse aux singes      | 3 juin 1965       | De Standaard                      | 77             |
| Jéromba le Grec             | 12 octobre 1965   | De Standaard                      | 72             |
| Margot la folle             | 23 février 1966   | De Standaard                      | 78             |
| Le Jongleur du veau d'or    | 4 juillet 1966    | De Standaard                      | 67             |
| Wattman                     | 14 novembre 1966  | De Standaard                      | 71             |
| Le Mini-monde               | 25 mars 1967      | De Standaard                      | 75             |
| La Harpe perdue             | 7 août 1967       | De Standaard                      | 79             |
| Le Fada mercenaire          | 16 décembre 1967  | De Standaard                      | 82             |
| Trognica chérie             | 29 avril 1968     | De Standaard                      | 86             |
| La mariée est trop belle    | 10 septembre 1968 | De Standaard                      | 92             |
| La Fleur de la jungle       | 20 janvier 1969   | De Standaard                      | 97             |
| Le Vol des songes           | 4 juin 1969       | De Standaard                      | 102            |
| L'Aimable Cafetière         | 13 octobre 1969   | De Standaard                      | 106            |
| Les Totems tabous           | 21 février 1970   | De Standaard                      | 108            |
| Le Pierrot furieux          | 6 juillet 1970    | De Standaard                      | 117            |
| Les Ciseaux magiques        | 14 novembre 1970  | De Standaard                      | 122            |
| Le Bonze et les Bronzes     | 1er avril 1971    | De Standaard                      | 128            |
| Les Mange-pierres           | 14 août 1971      | De Standaard                      | 130            |
| Le Joueur impénitent        | 29 décembre 1971  | De Standaard                      | 135            |
| Le Toubib des arbres        | 10 mai 1972       | De Standaard                      | 139            |
| Le Mol Os à moelle          | 21 septembre 1972 | De Standaard                      | 143            |
| Le Papillon du diable       | 5 février 1973    | De Standaard                      | 147            |
| Le Baobab trembleur         | 31 mars 1973      | TV Ekspres                        | 152            |
| Le Lapin agile              | 19 juin 1973      | De Standaard                      | 149            |
| La Rosse bizarre            | 2 novembre 1973   | De Standaard                      | 151            |
| Le Prince-dragon            | 14 mars 1974      | De Standaard                      | 153            |
| L'Œil de cristal            | 27 avril 1974     | TV Ekspres                        | 157            |
| Le Secret d'Ubasti          | 26 juillet 1974   | De Standaard                      | 155            |

La publication de Ricky et Bobette dans la série rouge (quadrichromie) en 1975 clôt la réédition, dans cette série, de tous les albums existants avant 1967. Cet album a le numéro 154 dans cette série rouge. À partir du no 155 de cette série, on peut donc considérer que l'ordre de parution est assez fidèle à l'ordre de création et s'y référer de façon continue.

## En albums
Il existe trois périodes : 
- la série bleue (8 épisodes) publiée dans Journal de Tintin entre 1948 et 1959 ;
- la série rouge en bichromie (56 albums) ;
- la série rouge en quadrichromie qui commence avec le no 67. Pour plus de cohérence entre les différents pays qui n'avaient pas forcément édité les premiers albums dans le même ordre, Willy Vandersteen a en effet décidé de commencer la nouvelle série en couleurs à partir du no 67 (le dernier numéro recensé étant le no 66). Plusieurs albums seront réédités dans cette série dont le premier Ricky et Bobette (no 154), et le deuxième L'Île d'Amphoria (no 68).

Cette bibliographie a été établie grâce aux informations du BDM Trésors de la bande dessinée et du site BD Gest'.

### Série bleue
| édition Le Lombard, collection La Collection du Lombard sous le titre de série Les Aventures de Bob et Bobette 1. Le Fantôme espagnol (1952) Sous le titre de série M. Lambique, Bob et Bobette 1. Le Casque tartare (1955) 2. Le Trésor de Beersel (1955) 3. Le Gladiateur-mystère (1955) 4. Les Martiens sont là (1956) Sans titre de série 1. La Clé de bronze (1957) éditions Erasme, collection Scriptoria 1. Le Fantôme espagnol (1983) (réed. du 1 Lombard) 2. Le Trésor de Beersel (1983) (réed. du 3 Lombard) 3. Le Casque tartare (1983) (réed. du 2 Lombard) 4. La Clé de bronze (1983) (réed. du 6 Lombard) 5. Les Martiens sont là (1984) (réed. du 5 Lombard) 6. Le Gladiateur-mystère (1984) (réed. du 4 Lombard) | éditions Standaard, collection Les Grands Classiques de Willy Vandersteen - Bob et Bobette - Collection bleue 1. Le Fantôme espagnol (1993) (réed. du 1 Lombard) 2. La Clé de bronze (1995) (réed. du 6 Lombard) 3. Le Casque tartare (1995) (réed. du 2 Lombard) 4. Le Trésor de Beersel (1995) (réed. du 3 Lombard) 5. Le Gladiateur-mystère (1996) (réed. du 4 Lombard) 6. Les Martiens sont là (1996) (réed. du 5 Lombard) 7. Les Masques blancs (1997) (réed. du 112 série rouge en version intégrale publiée dans Tintin) 8. La Cavale d'or (1997) (réed. du 100 série rouge en version intégrale avec son titre d'origine lors de la publication dans Tintin) 9. Le Sonomètre, scénario de François Corteggiani et Willy Vandersteen, dessin de Dirk Stallaert, (2020) avec cahier de 8 pages présentant la genèse de cet album ébauché par Willy Vandersteen 10. Le Joker perdu, scénario de Ronald Grossey, dessin de Dirk Stallaert, (2022) |

### Série rouge

#### en bichromie
Les albums suivants ont été initialement publiés en bichromie (noir et différentes nuances de rouge)
1. Lambique chercheur d'or
2. La Princesse enchantée
3. Lambique roi des Éburons[40]
4. Le Dompteur de taureaux
5. La Trompette magique
6. Le Teuf-Teuf-Club
7. Le Trésor de Fiskary
8. Les Pêcheurs d'étoiles
9. La Nef fantôme
10. Le Joueur de tamtam
11. Le Loup qui rit
12. Les Mousquetaires endiablés
13. Le Castel de Cognedur
14. Le Roi du cirque
15. Le Semeur de joujoux
16. L'Aigrefin d'acier
17. La Frégate fracassante
18. Les Chevaliers de la rue
19. Le Mont rugissant
20. Les Chasseurs de fantômes
21. Le Père Moustache
22. Le Ravisseur de voix
23. Le Testament parlant
24. Les Corsaires ensorcelés
25. Le Lit volant
26. Les Diables du Texas
27. Le Cygne noir
28. Les Faiseurs de vent / Les Voisins querelleurs
29. Le Cercle d'or
30. Le Diamant sombre
31. Les Champignons chanteurs
32. Les Cavaliers de l'espace
33. Le Rayon magique
34. L'Attrape-sons
35. La Tombe hindoue
36. Le Paradis des chiens
37. La Dame de carreau
38. Les Rayons zouin
39. Le Cheval rimailleur
40. Le Sampam mysterieux
41. Le Poignard d'or
42. Les Nerviens nerveux
43. L'Œuf bourdonnant
44. Le Matou marrant
45. Le Semeur de joujoux
46. Le Roi du cirque
47. Lambique au bois dormant
48. Le Mont rugissant
49. Les Mousquetaires endiablés
50. La Kermesse aux singes
51. L'Aigrefin d'acier
52. Le Ravisseur de voix
53. Jéromba le Grec
54. Le Père Moustache
55. Le Singe volant
56. Margot la folle

Les albums 57 à 66 n'existent pas aux fins de cohérence entre les différents pays de publication.

#### en quadrichromie
Jusqu'en 1974, les publications alternent nouveautés et rééditions d'albums précédemment publiés en bichromie ou au Lombard.
Scénario et dessin : Willy Vandersteen
1. Le Jongleur du veau d'or (1967)
2. L'Île d'Amphoria (1967)
3. Les Nerviens nerveux (1967) (rééd. du 42)
4. Les Chasseurs de fantôme (1967) (rééd. du 20)
5. Wattman (1967)
6. Jéromba le Grec (1967) (rééd. du 53)
7. L'Œuf bourdonnant (1967) (rééd. du 43)
8. Le Matou marrant (1967) (rééd. du 44)
9. Le Mini-monde (1967)
10. L'Aigrefin d'acier (1967) (rééd. du 16)
11. La Kermesse aux singes (1967) (rééd. du 50)
12. Margot la folle (1967) (rééd. du 56)
13. La Harpe perdue (1968)
14. Le Mont rugissant (1968) (rééd. du 19)
15. Le Roi du cirque (1968) (rééd. du 14)
16. Le Fada mercenaire (1968)
17. Le Chevalier errant (1968)
18. Le Ravisseur de voix (1968) (rééd. des 22 et 52)
19. Lambique au bois dormant (1968) (rééd. du 47)
20. Trognica chérie (1968)
21. Le Singe volant (1968) (rééd. du 55)
22. Le Joueur de tamtam (1969) (rééd. du 10)
23. Les Mousquetaires endiablés (1969) (rééd. du 12)
24. Le Poignard d'or (1969) (rééd. du 41)
25. Le Semeur de joujoux (1969) (rééd. du 15)
26. La mariée est trop belle (1969)
27. Le Père Moustache (1969) (rééd. du 21)
28. Le Sampan mystérieux (1969) (rééd. du 40)
29. La Frégate fracassante (1969) (rééd. du 17)
30. Le Cheval rimailleur (1969) (rééd. du 39)
31. La Fleur de la jungle (1969)
32. Le Paradis des chiens (1969) (rééd. du 36)
33. Les Rayons zouin (1969) (rééd. du 38)
34. Le Cheval d'or (1969)
35. La Dame de carreau (1970) (rééd. du 37)
36. Le Vol des songes (1970)
37. L'Attrape-sons (1970) (rééd. du 34)
38. Le Tombeau hindou (1970) (rééd. du 35)
39. Le roi boit (1970)
40. L'Aimable Cafetière (1970)
41. Le Rayon magique (1970) (rééd. du 33)
42. Les Totems tabous (1970)
43. Les Cavaliers de l'espace (1970) (rééd. du 32)
44. Les Champignons chanteurs (1970) (rééd. du 31)

Les nos 111 à 116 sont parus en 1972 en même temps que le 127
1. Le Trésor de Beersel (1972) (rééd. du 3 Lombard)
2. Les Masques blancs (1972)
3. Le Gladiateur-mystère (1972) (rééd. du 4 Lombard)
4. Le Casque tartare (1972) (rééd. du 2 Lombard)
5. Les Martiens sont là (1972) (rééd. du 5 Lombard)
6. La Clé de bronze (1972) (rééd. du 6 Lombard)
7. Le Pierrot furieux (1971)
8. Le Cercle d'or (1971) (rééd. du 29)
9. Le Testament parlant (1971) (rééd. du 23)
10. Les Corsaires ensorcelés (1971) (rééd. du 24)
11. Le Diamant sombre (1971) (rééd. du 50)
12. Les Ciseaux magiques (1971)
13. Le Cygne noir (1971) (rééd. du 27)
14. Le Lit volant (1971) (rééd. du 25)
15. Les Diables du Texas (1971) (rééd. du 26)
16. Les Voisins querelleurs (1971)
17. Le Castel de Cognedur (1972) (rééd. du 13)
18. Le Bonze et les Bronzes (1972)
19. La Princesse enchantée (1972) (rééd. du 2)
20. Les Mange-pierres (1972)
21. La Trompette magique (1972) (rééd. du 5)
22. Le Dompteur de taureaux (1972) (rééd. du 4)
23. Le Teuf-Teuf-Club (1972) (rééd. du 6)
24. L'Oiseau blanc (1972)
25. Le Joueur impénitent (1972)
26. Les Chèvraliers (1972)
27. Le Trésor de Fiskary (1972) (rééd. du 7)
28. Lambique chercheur d'or (1973) (rééd. du 1)
29. Le Toubib des arbres (1973)
30. La Dame en noir (1973)
31. La Nef fantôme (1973) (rééd. du 9)
32. L'Attrape-mites (1973)
33. Le Mol Os à moelle (1973)
34. Lambiorix roi des Éburons (1973)
35. Le Pot aux roses (1973)
36. Les Pêcheurs d'étoiles (1973) (rééd. du 8)
37. Le Papillon du diable (1974)
38. Le Loup qui rit (1974) (rééd. du 11)
39. Le Lapin agile (1974)
40. Le Fantôme espagnol (1974) (rééd. du 1 Lombard)
41. La Rosse bizarre (1974)
42. Le Baobab trembleur (1974)
43. Le Prince-dragon (1975)
44. Ricky et Bobette (1975)
45. Le Secret d'Ubasti (1975)
46. Ce cher Barabas (1975)
47. L'Œil de cristal (1975)
48. Le Viking impétueux (1976)
49. L'Or maudit de Coconera (1976)
50. Le Bombardon bougon (1976)
51. Le Boomerang qui brille (1976)
52. La Locomotive en or (1976)
53. Le Papillon philanthropique (1977)
54. Le Rapin de Rubens (1977)
55. Le Poivrot contestataire (1977)
56. L'Homme à la chaise volante (1977)
57. Le Flambeau chantant (1978)
58. Quand les elfes danseront (1978)
59. Opération Pétropolis (1978)
60. L'Espiègle Éléphanteau (1978)
61. Wally la baleine (1979)
62. Le Dernier Feu follet (1979)
63. La Cité des nuages (1979)
64. La Plus Belle Statue du monde (1979)
65. Cupidon perd le nord (1979)
66. Les Rapaces (1979)
67. L'Arche de Babylone (1980)
68. L'Âne au corset de briques (1980)
69. La Guerre des rafales (1980)
70. Manneken Pis, l'Irascible (1980)
71. Le Prince des poires (1980)
72. Les Lutins de cuivre (1981)
73. Joli Tambour (1981)
74. Les Dames de l'arc-en-ciel (1981)
75. Le Tubercule turbulent (1981)
76. Le Doux Géant roux (1982)
77. Le Pigeon éploré (1982)
78. Adorable Neigeblanche / Le Cœur volant (1982)
79. Les Troglodytes (1982)
80. Le Miroir sombre (1982)
81. La Vallée oubliée / Quel Coco, ce Tico (1982)
82. Le Petit Frère de Bretagne (1983)
83. Hippus l'hippocampe / Le Petit Monde des sortilèges (1983)
84. La Plume d'oie magique (1983)
85. Les Joyeuses Sorcières (1983)
86. Sachem Gosier-sec (1983)
87. La Sirène du Delta (1984)
88. Gentil Lilleham (1984)
89. Le Tumi Timide (1984)
90. Amphoris d'Amphoria (1984)
91. Le Méchant Machin (1985)
92. Panique sur l'Amsterdam (1985)
93. La Pluie acide (1985)
94. La Mignonne Millirem (1985)
95. Le Chat teigné (1986)
96. Les Barbus baraqués (1986)
97. Le Glacier glissant (1986)
98. Les Chiens de l'enfer (1986)
99. Les Furax furieux (1987)
100. La Jeune Fille joyeuse (1987)
101. Les Guêpes fougueuses (1987)
102. La Perle du lotus (1987)
103. Les Elfes enchantés (1988)
104. La Licorne solitaire (1988)
105. Les Plongeurs des dunes / Le Monstre du Loch Ness (1988)
106. L'Outre volante (1988)
107. Le Coco comique (1988)

Scénario et dessin : Paul Geerts
1. L'Étoile diabolique (1989)
2. Le Miroir mirage (1989)
3. Sagarmatha (1989)
4. S.O.S. rhinocéros (1989)
5. Le Possédant possédé (1989)
6. Le Barbouilleur (1990)
7. Le Petit Postillon (1990)
8. L'As du ballon (1990)
9. La Mine mystérieuse (1990)
10. La Dame blanche (1991)
11. Amédée amadoué (1991)
12. Le Tamis de Tamise (1991)
13. Lambique Baba (1991)
14. Le Scorpion scintillant (1992)
15. Les Bagnolettes (1992)
16. La Tactique du tic-tac (1992)
17. Le Château de cristal (1992)
18. La Carcasse de Carcassonne (1993)
19. Le Harpon d'or (1993)
20. La Sirène sanglotante (1993)
21. Le Mollasson malin (1993)
22. L'Astre agonisant (1994)
23. La Chope chopée (1994)
24. Le Dossier Aruba (1994)
25. Tokapua Toraja (1994)
26. Le Singe similaire (1995)
27. La Montagne menacée (1995)
28. Les Sept Pions (1995)
29. Le Pyro-man au piquet (1995)
30. Le Cadre encadré (1996)
31. Le Robot maffioso (1996)
32. Le Cascadeur casse-cou (1996)
33. L'Espoir bleu (1996)
34. La Vengeance du vinson (1997)
35. Pleine Lune (1997)
36. Les Épreuves de Piotr (1997)
37. Tex et Terry (1997)
38. La Momie marmonnante (1998)
39. Les Oiseaux des dieux (1998)
40. Le Renard rebelle (1998)
41. Le Serpent à plumes (1998)
42. Ambre (1999)
43. Les Boules bariolées (1999)
44. Ouragan chez les ours (1999)
45. L'Île interdite (1999)
46. Le Pays inondé (2000)
47. Jeanne Panne (nl) (2000)
48. Papa razzi (2000)
49. Les Monstres nucléaires (2000)
50. Lilli natal (2000)
51. La Commission vache (2001)
52. Strictement Stuyvesant (2001)
53. Détour vers le futur (2001)
54. Big Mother (2001)

Scénario et dessin : Marc Verhaegen et Paul Geerts
1. Lambique nudiste (2001)

Scénario : Erik Meynen, Marc Verhaegen et Paul Geerts, dessin : Marc Verhaegen et Paul Geerts
1. L'Europagaille (2002)

Scénario et dessin : Marc Verhaegen et Paul Geerts
1. La Florissante Floriade (2002)

Scénario et dessin : Marc Verhaegen
1. Le Saint-Sang (2002)
2. La Rate ratatinée (2002)
3. Le Conteur disparu (2002)
4. L'Artilleur d'art (2003)
5. Le Dernier Juron (2003)
6. Le Baiser d'Odfella (2003)
7. Le Prisonnier de Forestov (2003)
8. Les Cerveaux cambriolés (2004)
9. Panique à Palerme (2004)
10. Le Choc des chauves (2004)
11. Veillée sur la Veluwe (2004)
12. Le Flûtiste farfelu (février 2005)
13. Le Fantasque fantastique (mai 2005)

Scénario : Peter Van Gucht, dessin : Luc Morjaeu
1. L'Or qui dort (septembre 2005)
2. Les Clones caducs (décembre 2005)
3. Le Ferrailleur de fer blanc / Le Masque maugréant (février 2006)
4. Les Tireurs trouillards (mai 2006)
5. L'Intrus de la Ronde de nuit (septembre 2006)
6. Graines de corsaire  (décembre 2006)
7. Le Robot rebelle (février 2007)
8. Un crack d'homme croco (mai 2007)
9. Le Grand Tarin taré (juillet 2007)[n 7]
10. Le Gille généreux (octobre 2007)
11. L'Épopée des onze cités (décembre 2007)
12. Le Bain de jouvence (mars 2008)
13. Le Monument magnifique (juin 2008)
14. Le Dragon caracolant (septembre 2008)
15. La Météorite mutagène (décembre 2008)
16. Trac, Trouille et Trémolos (février 2009)
17. La Marionnette maligne (mai 2009)
18. Le Fil du temps (août 2009)
19. La Crosse enchantée (novembre 2009)
20. Le Rocher ronchon  (février 2010)
21. Le Gourou du virtuel (mai 2010)
22. L'Océanide perfide (juillet 2010)
23. Le Demi Multatuli (octobre 2010)
24. Anvers et contre tous (décembre 2010)
25. L'Âme accablée (mars 2011)
26. La Reine Coin-coin (juin 2011)
27. À l'aide à Leyde (septembre 2011)
28. Les Nabanableus (décembre 2011)
29. Crimsonia (mars 2012)
30. Le Bloc bizarre (mai 2012)
31. Les Cinglés de sucre (août 2012)
32. Bob le Gavroche (septembre 2012)
33. Fanfreluche l'invincible (novembre 2012)
34. Le Duel d'acier (mars 2013)
35. La Rivière volante (juin 2013)
36. Barabas se barre (septembre 2013)
37. Le Chevalier royal (décembre 2013)
38. Le Fantôme tourmenté (février 2014)
39. La Tulipe noire (avril 2014)
40. Malédiction à Marchimont (septembre 2014)
41. Rouge Red Star (décembre 2014)
42. Beebob (mars 2015)
43. Fanas de Freaks (juin 2015)
44. Nathan et Nathalie (septembre 2015)
45. Barabas bébé (novembre 2015)
46. Jérôme Bosch a les boules (février 2016)
47. Opération Robinson / Taxi tata (avril 2016)
48. Le Monstre de cuir (juin 2016)
49. Le Pays sans dessus dessous (septembre 2016)
50. Game of drones (décembre 2016)
51. Haro sur les héros (février 2017)
52. Le Dévoreur de planètes (avril 2017)
53. Mami Wata (juin 2017)
54. Le Mystère Mona L. (septembre 2017)
55. Les Ombres sombres (novembre 2017)
56. SOS Snowbell (février 2018)
57. Le Brbs 2.0 (mai 2018)
58. Opération Siggy (septembre 2018)
59. Chronos et Chaos (novembre 2018)
60. Panique plastique (février 2019)
61. Le Puits à souhaits (mai 2019)
62. Au bistro labo (septembre 2019)
63. La nuit du Narval (décembre 2019)
64. Le van Eyck volatilisé (février 2020)
65. Le Gang Crimson (avril 2020)
66. Reset Bobette (juin 2020)
67. Le Ducastel coi (septembre 2020)
68. L'Écossais cossu (novembre 2020)
69. L'Éléphant siffleur (février 2021)
70. Le Divin devin (avril 2021)
71. L'Imprimante 3Dragons (juin 2021)
72. Les 9 anonymes (septembre 2021)
73. Les Médecins amphibies (novembre 2021)
74. La Grotte Gregorius (février 2022)
75. La Couronne convoitée (avril 2022)
76. Le Marquis maboule (juin 2022)
77. Bison d’or (septembre 2022)
78. Le Bolet boudeur (octobre 2022)
79. Plantin en péril (janvier 2023)
80. La Faucheuse hideuse (mars 2023)
81. Les Rookburgh Rookies (mai 2023)
82. Tartinoman (juin 2023)
83. Le Crack de la craie (septembre 2023)
84. Les Sœurs sirocco (novembre 2023)
85. Lambique chapeau melon (février 2024)
86. La mère vieille (avril 2024)
87. La tête de l’empereur (août 2024)
88. Bobette et mat! (octobre 2024)

## Chronologie de parution francophone
Cette liste reprend l'ordre chronologique de parution francophone et ne prend en compte que les premières éditions. Le numéro en italique est le numéro utilisé par l'éditeur.
- 1 (1) Lambique chercheur d'or, Érasme, 1951
Scénario et dessin : Willy Vandersteen
- 2 (2) Lambique roi des Éburons[40], Érasme, 1951
Scénario et dessin : Willy Vandersteen
- 3 (3) La Princesse enchantée, Érasme, 1952
Scénario et dessin : Willy Vandersteen
- 4 (1) Le Fantôme espagnol, Le Lombard, 1952
Scénario et dessin : Willy Vandersteen
- 5 (4) Le Dompteur de taureaux, Érasme, 1952
Scénario et dessin : Willy Vandersteen
- 6 (5) La Trompette magique, Érasme, 1952
Scénario et dessin : Willy Vandersteen
- 7 (6) Le Teuf-Teuf-Club, Érasme, 1953
Scénario et dessin : Willy Vandersteen
- 8 (7) Le Trésor de Fiskary, Érasme, 1953
Scénario et dessin : Willy Vandersteen
- 9 (8) Les Pêcheurs d'étoiles, Érasme, 1953
Scénario et dessin : Willy Vandersteen
- 10 (9) La Nef fantôme, Érasme, 1954
Scénario et dessin : Willy Vandersteen
- 11 (10) Le Joueur de tamtam, Érasme, 1954
Scénario et dessin : Willy Vandersteen
- 12 (11) Le Loup qui rit, Érasme, 1955
Scénario : Willy Vandersteen - Dessin : Karel Boumans, Willy Vandersteen, Karel Verschuere
- 13 (2) Le Casque tartare, Le Lombard, 1955
Scénario et dessin : Willy Vandersteen
- 14 (12) Les Mousquetaires endiablés, Érasme, 1955
Scénario et dessin : Willy Vandersteen
- 15 (3) Le Trésor de Beersel, Le Lombard, 1955
Scénario et dessin : Willy Vandersteen
- 16 (13) Le Castel de Cognedur, Érasme, 1955
Scénario et dessin : Willy Vandersteen
- 17 (4) Le Gladiateur-mystère, Le Lombard, 1955
Scénario et dessin : Willy Vandersteen
- 18 (14) Le Roi du cirque, Érasme, 1956
Scénario et dessin : Willy Vandersteen
- 19 (15) Le Semeur de joujoux, Érasme, 1956
Scénario et dessin : Willy Vandersteen
- 20 (5) Les Martiens sont là, Le Lombard, 1956
Scénario et dessin : Willy Vandersteen
- 21 (16) L'Aigrefin d'acier, Érasme, 1956
Scénario et dessin : Willy Vandersteen
- 22 (17) La Frégate fracassante, Érasme, 1957
Scénario et dessin : Willy Vandersteen
- 23 (18) Les Chevaliers de la rue[42], Érasme, 1957
Scénario et dessin : Willy Vandersteen
- 24 (6) La Clé de bronze, Le Lombard, 1957
Scénario et dessin : Willy Vandersteen
- 25 (19) Le Mont rugissant, Érasme, 1957
Scénario et dessin : Willy Vandersteen
- 26 (20) Les Chasseurs de fantômes, Érasme, 1958
Scénario et dessin : Willy Vandersteen
- 27 (21) Le Père Moustache, Érasme, 1958
Scénario et dessin : Willy Vandersteen
- 28 (22) Le Ravisseur de voix, Érasme, 1958
Scénario et dessin : Willy Vandersteen
- 29 (23) Le Testament parlant, Érasme, 1959
Scénario et dessin : Willy Vandersteen
- 30 (24) Les Corsaires ensorcelés, Érasme, 1959
Scénario et dessin : Willy Vandersteen
- 31 (25) Le Lit volant, Érasme, 1959
Scénario et dessin : Willy Vandersteen
- 32 (26) Les Diables du Texas, Érasme, 1959
Scénario et dessin : Willy Vandersteen
- 33 (27) Le Cygne noir, Érasme, 1960
Scénario et dessin : Willy Vandersteen
- 34 (28) Les Faiseurs de vent, Érasme, 1960
Scénario et dessin : Willy Vandersteen
- 35 (29) Le Cercle d'or, Érasme, 1960
Scénario et dessin : Willy Vandersteen
- 36 (30) Le Diamant sombre, Érasme, 1960
Scénario et dessin : Willy Vandersteen
- 37 (31) Les Champignons chanteurs, Érasme, 1960
Scénario et dessin : Willy Vandersteen
- 38 (32) Les Cavaliers de l'espace, Érasme, 1961
Scénario et dessin : Willy Vandersteen
- 39 (33) Le Rayon magique, Érasme, 1961
Scénario et dessin : Willy Vandersteen
- 40 (34) L'Attrape-sons, Érasme, 1961
Scénario et dessin : Willy Vandersteen
- 41 (35) La Tombe hindoue, Érasme, 1962
Scénario et dessin : Willy Vandersteen
- 42 (36) Le Paradis des chiens, Érasme, 1962
Scénario et dessin : Willy Vandersteen
- 43 (37) La Dame de carreau, Érasme, 1962
Scénario et dessin : Willy Vandersteen
- 44 (38) Les Rayons zouin, Érasme, 1962
Scénario et dessin : Willy Vandersteen
- 45 (39) Le Cheval rimailleur, Érasme, 1963
Scénario et dessin : Willy Vandersteen
- 46 (40) Le Sampam mysterieux, Érasme, 1963
Scénario et dessin : Willy Vandersteen
- 47 (41) Le Poignard d'or, Érasme, 1964
Scénario et dessin : Willy Vandersteen
- 48 (42) Les Nerviens nerveux, Érasme, 1964
Scénario et dessin : Willy Vandersteen
- 49 (43) L'Œuf bourdonnant, Érasme, 1964
Scénario et dessin : Willy Vandersteen
- 50 (44) Le Matou marrant, Érasme, 1965
Scénario et dessin : Willy Vandersteen
- 51 (47) Lambique au bois dormant, Érasme, 1965
Scénario et dessin : Willy Vandersteen
- 52 (50) La Kermesse aux singes, Érasme, 1965
Scénario et dessin : Willy Vandersteen
- 53 (53) Jéromba le Grec, Érasme, 1966
Scénario et dessin : Willy Vandersteen
- 54 (55) Le Singe volant, Érasme, 1966
Scénario et dessin : Willy Vandersteen
- 55 (56) Margot la folle, Érasme, 1966
Scénario et dessin : Willy Vandersteen
- 56 (67) Le Jongleur du veau d'or, Érasme, 1967
Scénario et dessin : Willy Vandersteen
- 57 (68) L'Île d'Amphoria, Érasme, 1967
Scénario et dessin : Willy Vandersteen
- 59 (75) Le Mini-monde, Érasme, 1967
Scénario et dessin : Willy Vandersteen
- 60 (79) La Harpe perdue, Érasme, 1968
Scénario et dessin : Willy Vandersteen
- 61 (82) Le Fada mercenaire, Érasme, 1968
Scénario et dessin : Willy Vandersteen
- 62 (86) Trognica chérie, Érasme, 1968
Scénario et dessin : Willy Vandersteen
- 63 (92) La mariée est trop belle, Érasme, 1969
Scénario et dessin : Willy Vandersteen
- 64 (97) La Fleur de la jungle, Érasme, 1969
Scénario et dessin : Willy Vandersteen
- 65 (100) Le Cheval d'or[n 8], Érasme, 1969
Scénario et dessin : Willy Vandersteen
- 66 (102) Le Vol des songes, Érasme, 1970
Scénario et dessin : Willy Vandersteen
- 67 (105) Le roi boit, Érasme, 1970
Scénario et dessin : Willy Vandersteen
- 68 (106) L'Aimable Cafetière, Érasme, 1970
Scénario et dessin : Willy Vandersteen
- 69 (108) Les Totems tabous, Érasme, 1970
Scénario et dessin : Willy Vandersteen
- 70 (117) Le Pierrot furieux, Érasme, 1971
Scénario et dessin : Willy Vandersteen
- 71 (122) Les Ciseaux magiques, Érasme, 1971
Scénario et dessin : Willy Vandersteen
- 72 (112) Les Masques blancs[n 9], Érasme, 1972
Scénario et dessin : Willy Vandersteen
- 73 (128) Le Bonze et les Bronzes, Érasme, 1972
Scénario et dessin : Willy Vandersteen
- 74 (130) Les Mange-pierres, Érasme, 1972
Scénario et dessin : Willy Vandersteen
- 75 (134) L'Oiseau blanc, Érasme, 1972
Scénario et dessin : Willy Vandersteen
- 76 (135) Le Joueur impénitent, Érasme, 1972
Scénario et dessin : Willy Vandersteen
- 77 (136) Les Chèvraliers, Érasme, 1972
Scénario et dessin : Willy Vandersteen
- 78 (139) Le Toubib des arbres, Érasme, 1973
Scénario et dessin : Willy Vandersteen
- 79 (140) La Dame en noir, Érasme, 1973
Scénario et dessin : Willy Vandersteen
- 80 (142) L'Attrape-mites, Érasme, 1973
Scénario : Willy Vandersteen - Dessin : François-Joseph Herman, Willy Vandersteen
- 81 (143) Le Mol os à moelle, Érasme, 1973
Scénario et dessin : Willy Vandersteen
- 82 (145) Le Pot aux roses, Érasme, 1973
Scénario et dessin : Willy Vandersteen
- 83 (147) Le Papillon du diable, Érasme, 1974
Scénario et dessin : Willy Vandersteen
- 84 (149) Le Lapin agile, Érasme, 1974
Scénario et dessin : Willy Vandersteen
- 85 (151) La Rosse bizarre, Érasme, 1974
Scénario et dessin : Willy Vandersteen
- 86 (152) Le Baobab trembleur, Érasme, 1974
Scénario et dessin : Willy Vandersteen
- 87 (153) Le Prince-dragon, Érasme, 1975
Scénario et dessin : Willy Vandersteen
- 88 (154) Ricky et Bobette, Érasme, 1975
Scénario et dessin : Willy Vandersteen
- 89 (155) Le Secret d'Ubasti, Érasme, 1975
Scénario et dessin : Willy Vandersteen
- 90 (156) Ce cher Barabas, Érasme, 1975
Scénario et dessin : Willy Vandersteen
- 91 (157) L'Œil de cristal, Érasme, 1975
Scénario et dessin : Willy Vandersteen
- 92 (158) Le Viking impétueux, Érasme, 1975
Scénario et dessin : Willy Vandersteen
- 93 (159) L'Or maudit de Coconera, Érasme, 1976
Scénario et dessin : Willy Vandersteen
- 94 (160) Le Bombardon bougon, Érasme, 1976
Scénario et dessin : Willy Vandersteen
- 95 (161) Le Boomerang qui brille, Érasme, 1976
Scénario et dessin : Willy Vandersteen
- 96 (162) La Locomotive en or, Érasme, 1976
Scénario et dessin : Willy Vandersteen
- 97 (163) Le Papillon philanthropique, Érasme, 1977
Scénario et dessin : Willy Vandersteen
- 98 (164) Le Rapin de Rubens, Érasme, 1977
Scénario et dessin : Willy Vandersteen
- 99 (165) Le Poivrot contestataire, Érasme, 1977
Scénario et dessin : Willy Vandersteen
- 100 (166) L'Homme à la chaise volante, Érasme, 1977
Scénario et dessin : Willy Vandersteen
- 101 (167) Le Flambeau chantant, Érasme, 1978
Scénario et dessin : Willy Vandersteen
- 102 (168) Quand les elfes danseront, Érasme, 1978
Scénario et dessin : Willy Vandersteen
- 103 (169) Opération Pétropolis, Érasme, 1978
Scénario et dessin : Willy Vandersteen
- 104 (170) L'Espiègle éléphanteau, Érasme, 1978
Scénario et dessin : Willy Vandersteen
- 105 (171) Wally la baleine, Érasme, 1979
Scénario et dessin : Willy Vandersteen
- 106 (172) Le Dernier Feu follet, Érasme, 1979
Scénario et dessin : Willy Vandersteen
- 107 (173) La Cité des nuages, Érasme, 1979
Scénario et dessin : Willy Vandersteen
- 108 (174) La Plus Belle Statue du monde, Érasme, 1979
Scénario et dessin : Willy Vandersteen
- 109 (175) Cupidon perd le nord, Érasme, 1979
Scénario et dessin : Willy Vandersteen
- 110 (176) Les Rapaces, Érasme, 1979
Scénario et dessin : Willy Vandersteen
- 111 (177) L'Arche de Babylone, Érasme, 1980
Scénario et dessin : Willy Vandersteen
- 112 (178) L'Âne au corset de briques, Érasme, 1980
Scénario et dessin : Willy Vandersteen
- 113 (179) La Guerre des rafales, Érasme, 1980
Scénario et dessin : Willy Vandersteen
- 114 (180) Manneken Pis, l'irascible, Érasme, 1980
Scénario et dessin : Willy Vandersteen
- 115 (181) Le Prince des poires, Érasme, 1980
Scénario et dessin : Willy Vandersteen
- 116 (182) Les Lutins de cuivre, Érasme, 1981
Scénario et dessin : Willy Vandersteen
- 117 (183) Joli tambour, Érasme, 1981
Scénario et dessin : Willy Vandersteen
- 118 (184) Les Dames de l'arc-en-ciel, Érasme, 1981
Scénario et dessin : Willy Vandersteen
- 119 (185) Le Tubercule turbulent, Érasme, 1981
Scénario et dessin : Willy Vandersteen
- 120 (186) Le Doux Géant roux, Érasme, 1982
Scénario et dessin : Willy Vandersteen
- 121 (187) Le Pigeon éploré, Érasme, 1982
Scénario et dessin : Willy Vandersteen
- 122 (188) Adorable Neigeblanche, Érasme, 1982
Scénario et dessin : Willy Vandersteen
- 123 (189) Les Troglodytes, Érasme, 1982
Scénario et dessin : Willy Vandersteen
- 124 (190) Le Miroir sombre, Érasme, 1982
Scénario et dessin : Willy Vandersteen
- 125 (191) La Vallée oubliée, Érasme, 1982
Scénario et dessin : Willy Vandersteen
- 126 (192) Le Petit Frère de Bretagne, Érasme, 1983
Scénario et dessin : Willy Vandersteen
- 127 (193) Hippus l'hippocampe, Érasme, 1983
Scénario et dessin : Willy Vandersteen
- 128 (194) La Plume d'oie magique, Érasme, 1983
Scénario et dessin : Willy Vandersteen
- 129 (195) Les Joyeuses Sorcières, Érasme, 1983
Scénario et dessin : Willy Vandersteen
- 130 (196) Sachem Gosier-Sec, Érasme, 1983
Scénario et dessin : Willy Vandersteen
- 131 (197) La Sirène du Delta, Érasme, 1984
Scénario et dessin : Willy Vandersteen
- 132 (198) Gentil Lilleham, Érasme, 1984
Scénario et dessin : Willy Vandersteen
- 133 (199) Le Tumi timide, Érasme, 1984
Scénario et dessin : Willy Vandersteen
- 134 (200) Amphoris d'Amphoria, Érasme, 1984
Scénario et dessin : Willy Vandersteen
- 135 (201) Le Méchant Machin, Érasme, 1985
Scénario et dessin : Willy Vandersteen
- 136 (202) Panique sur l'Amsterdam, Érasme, 1985
Scénario et dessin : Willy Vandersteen
- 137 (203) La Pluie acide, Érasme, 1985
Scénario et dessin : Willy Vandersteen
- 138 (204) La Mignonne Millirem, Érasme, 1985
Scénario et dessin : Willy Vandersteen
- 139 (205) Le Chat teigné, Érasme, 1986
Scénario et dessin : Willy Vandersteen
- 140 (206) Les Barbus baraqués, Érasme, 1986
Scénario et dessin : Willy Vandersteen
- 141 (207) Le Glacier glissant, Érasme, 1986
Scénario et dessin : Willy Vandersteen
- 142 (208) Les Chiens de l'Enfer, Érasme, 1986
Scénario et dessin : Willy Vandersteen
- 143 (209) Les Furax furieux, Érasme, 1987
Scénario et dessin : Willy Vandersteen
- 144 (210) La Jeune Fille joyeuse, Érasme, 1987
Scénario et dessin : Willy Vandersteen
- 145 (211) Les Guêpes fougueuses, Érasme, 1987
Scénario et dessin : Willy Vandersteen
- 146 (212) La Perle du lotus, Érasme, 1988
Scénario et dessin : Willy Vandersteen
- 147 (213) Les Elfes enchantés, Érasme, 1988
Scénario et dessin : Willy Vandersteen
- 148 (214) La Licorne solitaire, Érasme, 1988
Scénario et dessin : Willy Vandersteen
- 149 (215) Les Plongeurs des dunes, Érasme, 1988
Scénario et dessin : Willy Vandersteen
- 150 (216) L'Outre volante, Érasme, 1988
Scénario et dessin : Willy Vandersteen
- 151 (217) Le Coco comique, Érasme, 1988
Scénario et dessin : Willy Vandersteen
- 152 (218) L'Étoile diabolique, Érasme, 1989
Scénario : Paul Geerts - Dessin : Paul Geerts
- 153 (219) Le Miroir mirage, Érasme, 1989
Scénario et dessin : Paul Geerts
- 154 (220) Sagarmatha, Érasme, 1989
Scénario et dessin : Paul Geerts
- 155 (221) S.O.S. rhinocéros, Érasme, 1989
Scénario et dessin : Paul Geerts
- 156 (222) Le Possédant possédé, Standaart, 1989
Scénario et dessin : Paul Geerts
- 157 (223) Le Barbouilleur, Standaart, 1990
Scénario et dessin : Paul Geerts
- 158 (224) Le Petit Postillon, Standaart, 1990
Scénario et dessin : Paul Geerts
- 159 (225) L'As du ballon, Standaart, 1990
Scénario et dessin : Paul Geerts
- 160 (226) La Mine mystérieuse, Standaart, 1990
Scénario et dessin : Paul Geerts
- 161 (227) La Dame blanche, Standaart, 1991
Scénario et dessin : Paul Geerts
- 162 (228) Amadée amadoué, Standaart, 1991
Scénario et dessin : Paul Geerts
- 163 (229) Le Tamis de Tamise, Standaart, 1991
Scénario et dessin : Paul Geerts
- 164 (230) Lambique baba, Standaart, 1991
Scénario et dessin : Paul Geerts
- 165 (231) Le Scorpion scintillant, Standaart, 1992
Scénario et dessin : Paul Geerts
- 166 (232) Les Bagnolettes, Standaart, 1992
Scénario et dessin : Paul Geerts
- 167 (233) La Tactique du tic-tac, Standaart, 1992
Scénario et dessin : Paul Geerts
- 168 (234) Le Château de cristal, Standaart, 1992
Scénario et dessin : Paul Geerts
- 169 (235) La Carcasse de Carcassonne, Standaart, 1993
Scénario et dessin : Paul Geerts
- 170 (236) Le Harpon d'or, Standaart, 1993
Scénario et dessin : Paul Geerts
- 171 (237) La Sirène sanglotante, Standaart, 1993
Scénario et dessin : Paul Geerts
- 172 (238) Le Mollasson malin, Standaart, 1993
Scénario et dessin : Paul Geerts
- 173 (239) L'Astre agonisant, Standaart, 1994
Scénario et dessin : Paul Geerts
- 174 (240) La Chope chopée, Standaart, 1994
Scénario et dessin : Paul Geerts
- 175 (241) Le Dossier Aruba, Standaart, 1994
Scénario et dessin : Paul Geerts
- 176 (242) Tokapua Toraja, Standaart, 1994
Scénario et dessin : Paul Geerts
- 177 (243) Le Singe similaire, Standaart, 1995
Scénario et dessin : Paul Geerts
- 178 (244) La Montagne menacée, Standaart, 1995
Scénario et dessin : Paul Geerts
- 179 (245) Les Sept Pions, Standaart, 1995
Scénario et dessin : Paul Geerts
- 180 (246) Le Pyro-man au piquet, Standaart, 1995
Scénario et dessin : Paul Geerts
- 181 (247) Le Cadre encadré, Standaart, 1996
Scénario et dessin : Paul Geerts
- 182 (248) Le Robot maffioso, Standaart, 1996
Scénario et dessin : Paul Geerts
- 183 (249) Le Cascadeur casse-cou, Standaart, 1996
Scénario et dessin : Paul Geerts
- 184 (250) L'Espoir bleu, Standaart, 1996
Scénario et dessin : Paul Geerts
- 185 (251) La Vengeance du Vinson, Standaart, 1997
Scénario et dessin : Paul Geerts
- 186 (252) Pleine Lune, Standaart, 1997
Scénario et dessin : Paul Geerts
- 187 (253) Les Épreuves de Piotr, Standaart, 1997
Scénario et dessin : Paul Geerts
- 188 (254) Tex et Terry, Standaart, 1997
Scénario et dessin : Paul Geerts
- 189 (255) La Momie marmonnante, Standaart, 1998
Scénario et dessin : Paul Geerts
- 190 (256) Les Oiseaux des dieux, Standaart, 1998
Scénario et dessin : Paul Geerts
- 191 (257) Le Renard rebelle, Standaart, 1998
Scénario et dessin : Paul Geerts
- 192 (258) Le Serpent à plumes, Standaart, 1998
Scénario et dessin : Paul Geerts
- 193 (259) Ambre, Standaart, 1999
Scénario et dessin : Paul Geerts
- 194 (260) Les Boules bariolées, Standaart, 1999
Scénario et dessin : Paul Geerts
- 195 (261) Ouragan chez les ours, Standaart, 1999
Scénario et dessin : Paul Geerts
- 196 (262) L'Île interdite, Standaart, 1999
Scénario et dessin : Paul Geerts
- 197 (263) Le Pays inondé, Standaart, 2000
Scénario et dessin : Paul Geerts
- 198 (264) Jeanne Panne, Standaart, 2000
Scénario et dessin : Paul Geerts
- 199 (265) Papa Razzi, Standaart, 2000
Scénario et dessin : Paul Geerts
- 200 (266) Les Monstres nucléaires, Standaart, 2000
Scénario et dessin : Paul Geerts
- 201 (267) Lilli Natal, Standaart, 2000
Scénario et dessin : Paul Geerts
- 202 (268) La Commission vache, Standaart, 2001
Scénario et dessin : Paul Geerts
- 203 (269) Strictement Stuyvesant, Standaart, 2001
Scénario et dessin : Paul Geerts
- 204 (270) Détour vers le futur, Standaart, 2001
Scénario et dessin : Paul Geerts
- 205 (271) Big Mother, Standaart, 2001
Scénario et dessin : Paul Geerts
- 206 (272) Lambique nudiste, Standaart, 2001
Scénario et dessin : Paul Geerts, Marc Verhaegen
- 207 (273) L'Europagaille, Standaart, 2002
Scénario : Paul Geerts, Erik Meynen, Marc Verhaegen - Dessin : Paul Geerts, Marc Verhaegen
- 208 (274) La Florissante Floriade, Standaart, 2002
Scénario et dessin : Paul Geerts, Marc Verhaegen
- 209 (275) Le Saint-Sang, Standaart, 2002
Scénario : Marc Verhaegen - Dessin : Marc Verhaegen
- 210 (276) La Rate ratatinée, Standaart, 2002
Scénario et dessin : Marc Verhaegen
- 211 (277) Le Conteur disparu, Standaart, 2002
Scénario et dessin : Marc Verhaegen
- 212 (278) L'Artilleur d'art, Standaart, 2003
Scénario et dessin : Marc Verhaegen
- 213 (279) Le Dernier Juron, Standaart, 2003
Scénario et dessin : Marc Verhaegen
- 214 (280) Le Baiser d'Odfella, Standaart, 2003
Scénario et dessin : Marc Verhaegen
- 215 (281) Le Prisonnier de Forestov, Standaart, 2003
Scénario et dessin : Marc Verhaegen
- 216 (282) Les Cerveaux cambriolés, Standaart, 2004
Scénario et dessin : Marc Verhaegen
- 217 (283) Panique à Palerme, Standaart, 2004
Scénario et dessin : Marc Verhaegen
- 218 (284) Le Choc des chauves, Standaart, 2004
Scénario et dessin : Marc Verhaegen
- 219 (285) Veillée sur la Veluwe, Standaart, 2004
Scénario et dessin : Marc Verhaegen
- 220 (286) Le Flütiste farfelu, Standaart, 2005
Scénario et dessin : Marc Verhaegen
- 221 (287) Le Fantasque fantastique, Standaart, 2005
Scénario et dessin : Marc Verhaegen
- 222 (288) L'Or qui dort, Standaart, 2005
Scénario : Peter Van Gucht - Dessin : Luc Morjaeu
- 223 (289) Les Clones caducs, Standaart, 2005
Scénario : Peter Van Gucht - Dessin : Luc Morjaeu
- 224 (290) Le Ferrailleur de fer blanc, Standaart, 2006
Scénario : Peter Van Gucht - Dessin : Luc Morjaeu
- 225 (291) Les Tireurs trouillards, Standaart, 2006
Scénario : Peter Van Gucht - Dessin : Luc Morjaeu
- 226 (292) L'Intrus de la Ronde de nuit, Standaart, 2006
Scénario : Peter Van Gucht - Dessin : Luc Morjaeu
- 227 (293) Graines de corsaire, Standaart, 2006
Scénario : Peter Van Gucht - Dessin : Luc Morjaeu
- 228 (294) Le Robot rebelle, Standaart, 2007
Scénario : Peter Van Gucht - Dessin : Luc Morjaeu
- 229 (295) Un crack d'homme croco, Standaart, 2007
Scénario : Peter Van Gucht - Dessin : Luc Morjaeu
- 230 (296) Le Grand Tarin taré, Standaart, 2007
Scénario : Peter Van Gucht - Dessin : Luc Morjaeu
- 231 (297) Le Gille généreux, Standaart, 2007
Scénario : Peter Van Gucht - Dessin : Luc Morjaeu
- 232 (298) L'Épopée des onze cités, Standaart, 2007
Scénario : Peter Van Gucht - Dessin : Luc Morjaeu
- 233 (299) Le Bain de jouvence, Standaart, 2008
Scénario : Peter Van Gucht - Dessin : Luc Morjaeu
- 234 (300) Le Monument magnifique, Standaart, 2008
Scénario : Peter Van Gucht - Dessin : Luc Morjaeu
- 235 (301) Le Dragon caracolant, Standaart, 2008
Scénario : Peter Van Gucht - Dessin : Luc Morjaeu
- 236 (302) La Météorite mutagène, Standaart, 2008
Scénario : Peter Van Gucht - Dessin : Luc Morjaeu
- 237 (303) Trac, Trouille et Trémolos, Standaart, 2009
Scénario : Peter Van Gucht - Dessin : Luc Morjaeu
- 238 (304) La Marionnette maligne, Standaart, 2009
Scénario : Peter Van Gucht - Dessin : Luc Morjaeu

## Rééditions et séries dérivées

### Intégrale
Une édition intégrale en 39 tomes des nos 67 à 223 de la série rouge est publiée par les éditions Christophe Colomb, à raison de quatre albums par tome, entre 1987 et 1991.

### Les Meilleures Aventures de Bob et Bobette
Scénario et dessin : Willy Vandersteen
1. La Dame de carreau (1996) (rééd. du 37)
2. Le Ravisseur de voix (1996) (rééd. du 22, 52 et 84)
3. L'Aigrefin d'acier (1996) (rééd. du 16 et 76)
4. Le Paradis des chiens (1996) (rééd. du 36 et 98)
5. Les Cavaliers de l'espace (1997) (rééd. du 32 et 109)
6. Le Lit volant (1997) (rééd. du 25 et 124)
7. La Frégate fracassante (1998) (rééd. du 17 et 95)
8. Le Testament parlant (1998) (rééd. du 23 et 119)

### SérieClassics
Scénario et dessin : Willy Vandersteen
Réédition de certaines aventures « telles que Willy Vandersteen les aurait réalisées aujourd'hui » avec nouveau lettrage, adaptation des textes si nécessaire et nouvelles couleurs « dans le plus grand respect de l'œuvre originale » comme l'éditeur l'indique sur la 4e de couverture. Cette série devait reprendre tous les albums de 67 à 299 à raison de 12 par an, mais après 20 numéros, elle est interrompue.
1. Le roi boit (septembre 2017) (rééd. du 105)
2. La Dame en noir (décembre 2017) (rééd. du 140)
3. La Princesse enchantée (juin 2018) (rééd. du 2 et 129)
4. Le Pot aux roses (juin 2018) (rééd. du 145)
5. Les Voisins querelleurs (décembre 2018) (rééd. du 126)

### Mini-sérieAmphoria
En 2014, une mini-série, intitulée « Amphoria », plonge les héros dans le XXIe siècle tout en les faisant passer à l'âge adulte, transformant leur modèle graphique. La série est scénarisée par Marc Legendre et dessinée par Charel Cambré, publiée en France par les éditions Paquet.
1. Bob (mars 2014)
2. Jérusalem (août 2014)
3. Crimson (mars 2015)
4. Lambique (août 2016)
5. Bobette (décembre 2016)
6. Barabas (jamais éditée en français à la suite de l'annulation de la traduction de la série)

### SérieHommage
En 2018, l'éditeur lance une série « hommage » dans laquelle différents auteurs sont invités à s'approprier la série le temps d'un album.
1. Cromignonne, scénario Yann, dessins Gerben Valkema (février 2018)
2. Boomerang, scénario Steven Dupré, dessins Conz (décembre 2018)
3. Le Reboutant rebouteux, scénario Zidrou, dessins Jean-Marc Krings, couleurs Véra Daviet (novembre 2019)
4. La Princesse prude, scénario et dessins Paul Geerts (juin 2020)

### Jalons

#### 25eanniversaire
À l'occasion du 25e anniversaire de Bob et Bobette en 1970, un livre anniversaire a été publié en 1973, intitulé Anniversaire de 25 ans de publication. C'était une édition à couverture rigide et argentée. L'album contient une biographie et une bibliographie de Willy Vandersteen, ainsi qu'une réédition des histoires Les Aventures de Ricky et Bobette et Le Fantôme espagnol

#### 50eanniversaire
À l'occasion de 50 ans de Bob et Bobette en 1995, plusieurs publications spéciales paraissent :
- une édition de luxe en lin rouge-brun de Le Rapin de Rubens en édition limitée et numérotée à 800 exemplaires, avec 8 pages d'informations de fond.
- une édition luxe vernie rouge au format A6 de Ricky et Bobette chez Standaard Uitgeverij, avec un certificat personnalisé, dans une édition limitée et numérotée à 1500 exemplaires.
- une publication paysage au format A4, intitulée 50 ans de Bob et Bobette .
- une édition de luxe blanche intitulée Bob et Bobette 50 ans par Peter van Hooydonck avec un aperçu de 50 ans d'excitation, d'humour et d'aventure.
- une pièce commémorative spéciale a été émise par la Monnaie royale de Belgique .

D'autre part, les nouveaux albums de 1995 (Le Singe similaire , La Montagne menacée , Les Sept Pions et Le Pyro-Man au piquet) arborent tous un logo spécial « 50 ans ».

#### 60eanniversaire
Le 19 décembre 2005 marque le 60e anniversaire de la parution de L'Île d'Amphoria commençait à être publié dans De Standaard. Diverses célébrations ont lieu à cette occasion dont la création d'un site Internet spécial. Les nouveaux albums sortis en 2005 (Le Flutiste farfelu, Le Fantaste formidable, L'Or qui dort et Les Clones caducs) présentent tous un logo spécial 60 ans. Le dimanche 24 juillet 2005, le 60e anniversaire de la série est célébré à Bokrijk, en présnce de tous les personnages. Le 19 décembre, une trilogie, intitulée Amie pour la vie, regroupe trois histoires sur l'amitié, à savoir L'Île d'Amphoria , Le Trésor de Fiskary et Les Pécheurs d'étoiles. Enfin, sort un album anniversaire intitulé Bob et Bobette 60 ans ! qui comprend des histoires de Bob et Bobette, des entrevues avec des dessinateurs et une nouvelle, Le Masque grognon .
Toutes les nouvelles sorties d'albums de 2010 sont quant à elles pourvues d'un logo spécial « 65 ans ».

#### 70eanniversaire
À l'occasion de 70 ans de Bob et Bobette en 2015, six auteurs et dessinateurs flamands ont donné leur propre vision des personnages au travers de six albums inédits :
1. Les Montagnes de Tom Waes (scénario) et Charel Cambré (dessin)
2. Le Collectionneur passionné de Jan Verheyen (scénario) et Jan Bosschaert (dessin)
3. Le Calumet de la paix de Pieter Aspe (scénario) et Kim Duchateau (dessin)
4. Le Destin qui approche de Staf Coppens (scénario) et Ivan Adriaensens (dessin)
5. La Blague grossière de Alex Agnew (scénario) et Kris Martens (dessin)
6. Barabbas de Siska Schoeters (scénario) et Ilah (dessin)

## Adaptations

### Télévision
- 1955 : Bob et Bobette (Suske en Wiske), série télévisée de marionnettes néerlandaise ;
- 1975-1976 : Bob et Bobette (Suske en Wiske), série télévisée d'animation néerlandaise de Patrick Lebon en 30 épisodes de 22 minutes, avec les voix de Paula Majoor (Suske/Bob) et Helen Huisman (Wiske/Bobette) .

### Cinéma
- 2004 : Bob et Bobette : Le Diamant sombre (Suske en Wiske: De duistere diamant), film belgo-néerlandais de Rudi Van Den Bossche ;
- 2009 : Bob et Bobette : Les Diables du Texas, film d'animation belge de Mark Mertens.

### Jeu vidéo
- 2001 : Bob et Bobette : Les Dompteurs du Temps (Suske en Wiske: De tijdtemmers), Game Boy Color[43].

## Musée et attractions

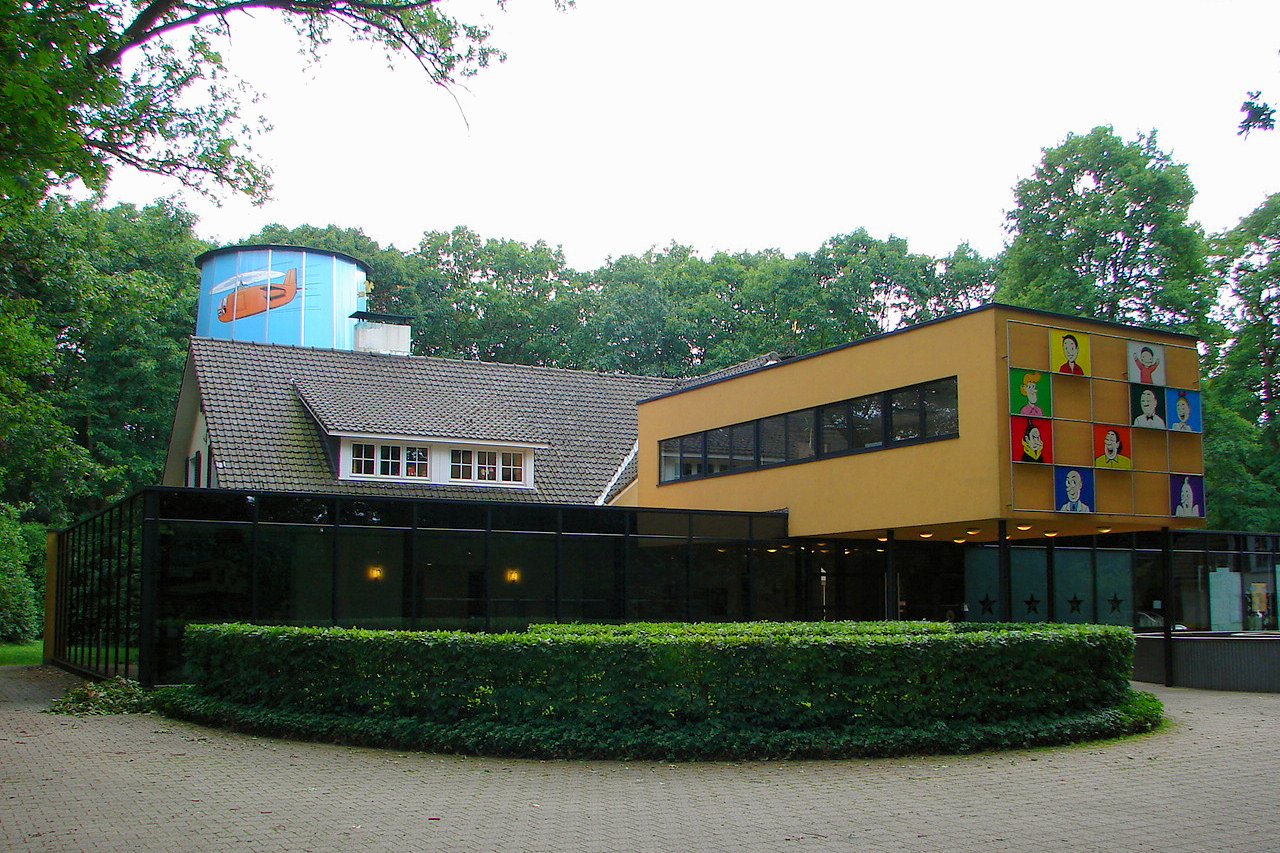
Musée de Bob et Bobette à Kalmthout.

- À Kalmthout se trouve un musée consacré à Bob et Bobette.
- De 1982 à 1996, le parc Bellewaerde consacre une zone et une attraction tow boat ride aux deux héros en reprenant le scénario de L’Œuf bourdonnant, 73e album de la série rouge.
- On trouve deux statues de Bob, Bobette et Fanfreluche en Belgique : une dans le zoo d'Anvers[21], l'autre sur la digue de Middelkerke[44].

### Sources

#### Livres
- Patrick Gaumer, « Suske en Wiske », dans Dictionnaire mondial de la BD, Paris, Larousse, 2010 (ISBN 9782035843319), p. 813-814.
- Paul Gravett (dir.), « De 1930 à 1949 : Bob et Bobette », dans Les 1001 BD qu'il faut avoir lues dans sa vie, Flammarion, 2012 (ISBN 2081277735), p. 131.
- Michel Béra, Michel Denni, Philippe Mellot, « Bob et Bobette », dans BDM Trésors de la bande dessinée, Paris, éditions de l'Amateur, 2013-2014 (ISBN 9782859175283), p. 147-151.
- (nl) Peter van Hooydonck, Willy Vandersteen: Cartoon Bruegel [« Willy Vandersteen : Le Bruegel de la bande dessinée »], Anvers, Standaard, 1994 (ISBN 9002195001).
- (nl) Peter van Hooydonck, Suske en Wiske: 50 jaar [« Bob et Bobette : 50 ans »], Anvers, Standaard, 1995 (ISBN 9002196288).

#### Revues
(nl) « De neergang van een strip en de opkomst van een Imperium » [« Le déclin d'une bande dessinée et la montée d'un empire »], Stripschrift, nos 122-123,‎ juin-juillet 1979.

#### Internet
- « Bob et Bobette », sur BD Gest'.
- « Bob et Bobette (Collection du Lombard) », sur BD Gest'.
- « Bob et Bobette (Série bleue) », sur BD Gest'.
- « Bob et Bobette (Série bleue) », sur BD Gest'.
- « Bob et Bobette (Collection classique bleue) », sur BD Gest'.
- « Bob et Bobette (Classics) », sur BD Gest'.
- « Bob et Bobette : Amphoria », sur BD Gest'.
- « Bob et Bobette (Hommage) », sur BD Gest'.
- « Publications dans Tintin édition belge », sur BD Oubliées.
- « Publications dans Tintin édition française », sur BD Oubliées.
- Gilles Ratier, « Willy Vandersteen dans Tintin », sur BD Zoom, 23 juin 2009.
- Gilles Ratier, « Amphoria, le reboot moderne de Bob et Bobette », sur BD Zoom, 29 janvier 2014.
- Didier Pasamonik, « Bob et Bobette délocalisés en Francophonie grâce aux éditions Paquet ! », sur Actua BD, 28 mars 2014.
- Laurent Fabri, « Bob et Bobette en version trash », sur L'Écho, 28 mars 2014.
- Jean-Laurent Truc, « Bob et Bobette : leur retour se décline chez Paquet », sur L'Écho, 5 avril 2014.
- Daniel Couvreur, « Yann : « J’ai mis la poésie, le rêve dans Bob et Bobette » », sur Le Soir, 6 février 2018.
- Didier Pasamonik, « Le Français Yann s’empare de Bob et Bobette, l’icône de la bande dessinée flamande », sur Actua BD, 15 février 2018.
- Jacques Schraûwen, « Bob et Bobette : Le Reboutant Rebouteux », sur RTBF, 9 novembre 2019.
- (nl) Leonoor Kuijk, « Hoe Suske en Wiske hun strakke tekenstijl kregen » [« Comment Bob et Bobette ont obtenu leur style de ligne claire »], sur trouw.nl, 11 juillet 2009
- (nl) « Een inleiding in de geschiedenis van Suske en Wiske » [« Une introduction à l'histoire de Bob et Bobette »], sur suskenwiske.ophetwww.net
- (nl) Kaat Vanneste, « Wie is Paul Geerts ? [Qui est Paul Geerts ?] », sur blog.toerismevlaanderen.nl, 18 juillet 2012 (version du 17 décembre 2013 sur Internet Archive)
- (nl) Wouter Bax, « Tekenaar Paul Geerts bleef altijd trouw aan Suske en Wiske » [« Le dessinateur Paul Geerts est toujours resté fidèle à Bob et Bobette »], 9 décembre 2005
- (nl) « Einde verhaal voor tekenaar Suske en Wiske » [« Fin de l'histoire pour l'auteur de Bob et Bobette »], sur Het nieuwsblad.be, 26 février 2005 (consulté le 12 avril 20)
- (nl) « Suske en Wiske breken met rode cover » [« Bob et Bobette rompent avec la couverture rouge »], sur knack.rnews.be, 3 juillet 2007
- (nl) « Hertekende covers » [« Couvertures redessinées »], sur suskeenwiske.ophetwww.net (consulté le 12 avril 2020)
- (nl) « Willy Vandersteen, groot striptekenaar » [« Willy Vandersteen, grand dessinateur »], sur degrootstebelg.canvas.be (version du 17 mars 2009 sur Internet Archive)